# Liga Europa de la UEFA 2012-13
La Liga Europa de la UEFA 2012-13 (en inglés: UEFA Europa League) fue la 42.ª edición de esta competición, que incluye un par de variaciones con respecto a la anterior. Aparte del campeón de la temporada anterior (siempre y cuando no se clasifique para cualquiera de las distintas fases de la Liga de Campeones) tienen garantizada su presencia en la fase de grupos los campeones de copa de las seis ligas con mejor Coeficiente UEFA. Por otra parte, y a diferencia de temporadas anteriores las dos últimas jornadas de la fase de grupos coinciden con las dos últimas jornadas de la fase de grupos de la Liga de Campeones. La final se jugó en el Ámsterdam Arena de Ámsterdam, Países Bajos.
El campeón fue el Chelsea FC tras vencer 2-1 al Benfica.

## Distribución de equipos por Asociaciones
Un total de 193 equipos (incluyendo 32 conjuntos eliminados de fases distintas de la Liga de Campeones) de 53 federaciones nacionales participan en esta edición. Dependiendo de sus respectivos Coeficiente UEFA, las asociaciones tienen un número determinado de plazas.

## Clasificación de las Asociaciones de la UEFA
| Posición | Asociación      | Coef.  | Equipos | Notas          |
| -------- | --------------- | ------ | ------- | -------------- |
| 1        | Inglaterra      | 85.785 | 3       |                |
| 2        | España          | 82.329 | 3       |                |
| 3        | Alemania        | 69.436 | 3       | +1(UCL)        |
| 4        | Italia          | 60.552 | 3       | +1(UCL)        |
| 5        | Francia         | 53.678 | 3       |                |
| 6        | Portugal        | 51.596 | 3       |                |
| 7        | Rusia           | 44.707 | 4       |                |
| 8        | Ucrania         | 43.883 | 4       |                |
| 9        | Países Bajos    | 40.129 | 4       | +1(FP) +1(UCL) |
| 10       | Turquía         | 35.050 | 3       | +1(UCL)        |
| 11       | Grecia          | 34.166 | 3       | +1(UCL)        |
| 12       | Dinamarca       | 30.550 | 3       | +1(UCL)        |
| 13       | Bélgica         | 27.000 | 3       | +1(UCL)        |
| 14       | Rumanía         | 25.824 | 3       | +1(UCL)        |
| 15       | Escocia         | 25.141 | 3       | +1(UCL)        |
| 16       | Suiza           | 24.900 | 3       | +1(UCL)        |
| 17       | Israel          | 22.000 | 3       | +1(UCL)        |
| 18       | República Checa | 20.850 | 3       | +1(UCL)        |
| 19       | Austria         | 20.700 | 3       |                |
| 20       | Chipre          | 18.124 | 3       | +1(UCL)        |
| 21       | Bulgaria        | 17.875 | 3       |                |
| 22       | Croacia         | 16.124 | 3       |                |
| 23       | Bielorrusia     | 16.083 | 3       |                |
| 24       | Polonia         | 15.916 | 3       | +1(UCL)        |
| 25       | Eslovaquia      | 14.499 | 3       |                |
| 26       | Noruega         | 14.375 | 3       | +1(FP) +1(UCL) |

| Posición | Asociación           | Coef.  | Equipos | Notas          |
| -------- | -------------------- | ------ | ------- | -------------- |
| 27       | Serbia               | 14.250 | 3       | +1(UCL)        |
| 28       | Suecia               | 14.125 | 3       | +1(UCL)        |
| 29       | Bosnia y Herzegovina | 9.124  | 3       |                |
| 30       | Finlandia            | 8.966  | 3       | +1(FP) +1(UCL) |
| 31       | Irlanda              | 8.708  | 3       |                |
| 32       | Hungría              | 8.500  | 3       | +1(UCL)        |
| 33       | Moldavia             | 7.749  | 3       | +1(UCL)        |
| 34       | Lituania             | 7.708  | 3       | +1(UCL)        |
| 35       | Letonia              | 7.415  | 3       |                |
| 36       | Georgia              | 6.957  | 3       |                |
| 37       | Azerbaiyán           | 6.165  | 3       | +1(UCL)        |
| 38       | Eslovenia            | 6.124  | 3       | +1(UCL)        |
| 39       | Macedonia            | 5.207  | 3       |                |
| 40       | Islandia             | 4.957  | 3       |                |
| 41       | Kazajistán           | 4.374  | 3       |                |
| 42       | Liechtenstein        | 4.000  | 1       |                |
| 43       | Montenegro           | 3.875  | 3       |                |
| 44       | Albania              | 3.874  | 3       |                |
| 45       | Estonia              | 3.791  | 3       |                |
| 46       | Gales                | 2.790  | 3       |                |
| 47       | Armenia              | 2.583  | 3       |                |
| 48       | Malta                | 2.416  | 3       |                |
| 49       | Irlanda del Norte    | 2.249  | 3       |                |
| 50       | Islas Feroe          | 1.416  | 3       |                |
| 51       | Luxemburgo           | 1.374  | 3       | +1(UCL)        |
| 52       | Andorra              | 1.000  | 2       |                |
| 53       | San Marino           | 0.916  | 2       |                |

Notas
- (FP): Plaza adicional por Fair Play (Noruega, Finlandia y Países Bajos)[1]
- (UCL): Equipos procedentes de la Liga de Campeones

## Distribución
Debido a las siguientes razones, el sistema de asignación por defecto ha sufrido una serie de cambios:
- El defensor del título, Atlético de Madrid, accede a la Liga Europea por ser el defensor del título y, al mismo tiempo, por terminar en la quinta posición en la Primera División de España. Esta situación, junto a que el equipo clasificado para la Liga de Campeones Barcelona ha ganado la Copa del Rey de Fútbol, hace que quede vacante un puesto en la fase de Grupos.
- Sólo 14 perdedores (en lugar de los 15 predeterminados) procedentes de la tercera fase de clasificación de la Liga de Campeones entrarán en el Play-Off de la Liga Europea.

Para compensar estas plazas vacantes, se han producido los siguientes cambios en la distribución de los equipos:
- El ganador de la Copa de Rusia entrará en la fase de grupos en lugar de en el Play-Off.
- Los ganadores de las Copa de Suiza y Copa de Israel entrarán en el Play-Off en lugar de en la tercera fase de clasificación.
- Los ganadores de las Copa de Austria y Copa de Chipre entrarán en la tercera fase de clasificación en lugar de en la segunda fase de clasificación.
- Los ganadores de las Copa de Moldavia, Copa de Lituania, Copa de Letonia y Copa de Georgia entrarán en la segunda fase de clasificación en lugar de en la primera fase de clasificación.

|                                            | Equipos que entran en esta fase | Equipos que avanzan de la fase anterior            | Equipos que proceden de la Liga de Campeones                                |
| ------------------------------------------ | --- | -------------------------------------------------- | --------------------------------------------------------------------------- |
| Primera fase de clasificación (74 equipos) | - 17 ganadores de las copas nacionales de las asociaciones 37–53 - 25 subcampeones de las ligas nacionales de las asociaciones 28–53 (excepto Liechtenstein) - 29 terceros de las ligas nacionales de las asociaciones 22–51 (excepto Liechtenstein) - 3 equipos clasificados vía Fair Play |                                                    |                                                                             |
| Segunda fase de clasificación (80 equipos) | - 16 ganadores de las copas nacionales de las asociaciones 21–36 - 12 subcampeones de las ligas nacionales de las asociaciones 16–27 - 6 terceros de las ligas nacionales de las asociaciones 16–21 - 6 cuartos de las ligas nacionales de las asociaciones 10–15 - 3 quintos de las ligas nacionales de las asociaciones 7–9                                                                                      | - 37 ganadores de la primera fase de clasificación |                                                                             |
| Tercera fase de clasificación (58 equipos) | - 3 ganadores de las copas nacionales de las asociaciones 18–20 - 6 terceros de las ligas nacionales de las asociaciones 10–15 - 3 cuartos de las ligas nacionales de las asociaciones 7–9 - 3 quintos de las ligas nacionales de las asociaciones 4–6 (en Francia, el campeón de la Copa de la Liga) - 3 sextos de las ligas nacionales de las asociaciones 1–3 (en Inglaterra, el campeón de la Copa de la Liga) | - 40 ganadores de la segunda fase de clasificación |                                                                             |
| Play-off (62 equipos)                      | - 10 ganadores de las copas nacionales de las asociaciones 8–17 - 3 terceros de las ligas nacionales de las asociaciones 7–9 - 3 cuartos de las ligas nacionales de las asociaciones 4–6 - 3 quintos de las ligas nacionales de las asociaciones 1–3 | - 29 ganadores de la tercera fase de clasificación | - 14 perdedores de la tercera fase de clasificación de la Liga de Campeones |
| Fase de grupos (48 equipos)                | - Defensor del Título - 6 ganadores de las copas nacionales de las asociaciones 1–7 (excepto de la asociación 2) | - 31 ganadores de la eliminatoria                  | - 10 perdedores de la eliminatoria de la Liga de Campeones                  |
| Eliminatorias Directas (32 equipos)        | | - 12 primeros de grupo - 12 segundos de grupo      | - 8 terceros de la fase de grupos de la Liga de Campeones                   |

## Equipos
- DT: Defensor del Título
- CC: Campeón de Copa
- SC: Subcampeón de Copa
- CCL: Campeón de Copa de la Liga
- N°: Posición en la Liga
- FP: Fair play
- LC: Procedente de la Liga de Campeones
  - FG: Terceros en la fase de grupos
  - PO: Perdedores de la eliminatoria
  - 3FC: Perdedores de la tercera fase de clasificación

| Dieciseisavos de final         | Dieciseisavos de final      | Dieciseisavos de final           | Dieciseisavos de final       |
| ------------------------------ | --------------------------- | -------------------------------- | ---------------------------- |
| FC Dinamo de Kiev (LC FG)      | Olympiacos FC (LC FG)       | Zenit San Petersburgo (LC FG)    | Ajax Ámsterdam (LC FG)       |
| Chelsea FC (LC FG)             | BATE Borisov (LC FG)        | SL Benfica (LC FG)               | CFR Cluj (LC FG)             |
| Fase de grupos                 |                             |                                  |                              |
| Atlético de Madrid (DT)        | Académica (CC)              | Udinese Calcio (LC PO)           | FC Basel (LC PO)             |
| Tottenham Hotspur (4º)         | Rubín Kazán (CC)            | Panathinaikos FC (LC PO)         | Helsingborgs IF (LC PO)      |
| Bayer Leverkusen (5º)          | Ironi Kiryat Shmona (LC PO) | Fenerbahçe SK (LC PO)            |                              |
| Napoli (CC)                    | AEL Limassol (LC PO)        | Borussia Mönchengladbach (LC PO) |                              |
| Lyon (CC)                      | NK Maribor (LC PO)          | FC Copenhague (LC PO)            |                              |
| Play-off                       |                             |                                  |                              |
| Newcastle United (5º)          | PSV Eindhoven (CC)          | Hapoel Tel Aviv (CC)             | HJK Helsinki (LC 3FC)        |
| Levante (6°)                   | AZ Alkmaar (4º)             | Feyenoord (LC 3FC)               | Debreceni VSC (LC 3FC)       |
| Stuttgart (6º)                 | Trabzonspor (3º)            | Club Brugge (LC 3FC)             | FC Sheriff Tiraspol (LC 3FC) |
| Lazio (4º)                     | Atromitos (4º)              | FC Vaslui (LC 3FC)               | FK Ekranas (LC 3FC)          |
| Bordeaux (5º)                  | Midtjylland (3º)            | Motherwell (LC 3FC)              | Neftchi Baku (LC 3FC)        |
| Sporting de Portugal (4º)      | Lokeren (CC)                | Slovan Liberec (LC 3FC)          | F91 Dudelange (LC 3FC)       |
| CSKA Moscú (3º)                | Dinamo Bucarest (CC)        | Śląsk Wrocław (LC 3FC)           |                              |
| Metalist Járkov (3º)           | Hearts (CC)                 | Molde FK (LC 3FC)                |                              |
| Dnipro Dnipropetrovsk (4º)     | Sion (2º)                   | FK Partizan Belgrado (LC 3FC)    |                              |
| Tercera ronda de clasificación |                             |                                  |                              |
| Liverpool (CCL)                | Marítimo (5º)               | PAOK (5º)                        | Sparta Praga (2º)            |
| Athletic Club (SC)             | Dínamo Moscú (4º)           | Horsens (4º)                     | Rapid Viena (2º)             |
| Hannover (7º)                  | Arsenal Kiev (5º)           | Genk (3º)                        | Omonia (CC)                  |
| Inter (6º)                     | Heerenveen (5º)             | Steaua Bucarest (3º)             |                              |
| Marsella (CCL)                 | Bursaspor (5º)              | Dundee United (4º)               |                              |
| Segunda ronda de clasificación |                             |                                  |                              |
| Anzhi (5º)                     | Bnei Yehuda (3º)            | Hajduk Split (2º)                | Vojvodina (3º)               |
| Metalurg Donetsk (SC)          | Maccabi Netanya (4º)        | Slaven Belupo (3º)               | AIK (2º)                     |
| Vitesse (P-1º)                 | Viktoria Plzeň (3º)         | Naftan (CC)                      | Široki Brijeg (2º)           |
| Eskişehirspor (6º)             | Mladá Boleslav (4º)         | Shakhtyor Soligorsk (2º)         | Inter Turku (2º)             |
| Asteras Tripolis (6º)          | Admira (3º)                 | Legia Varsovia (CC)              | Sligo Rovers (CC)            |
| AGF (5º)                       | Ried (SC)                   | Ruch Chorzów (2º)                | Videoton (2º)                |
| Gent (P-1º)                    | APOEL (2º)                  | Spartak Trnava (2º)              | Milsami (CC)                 |
| Rapid Bucarest (4º)            | Anorthosis (4º)             | Slovan Bratislava (3º)           | Žalgiris Vilnius (CC)        |
| St. Johnstone (6º)             | CSKA Sofia (2º)             | Aalesund (CC)                    | Skonto (CC)                  |
| Young Boys (3º)                | Levski Sofia (3º)           | Tromsø (2º)                      | Dila Gori (CC)               |
| Servette (4º)                  | Lokomotiv Plovdiv (SC)      | Estrella Roja (CC)               |                              |
| Primera ronda de clasificación |                             |                                  |                              |
| Osijek (SC)                    | Šiauliai (4º)               | Aktobe (3º)                      | Floriana (4º)                |
| Gomel (3º)                     | Metalurgs (2º)              | Eschen/Mauren (CC)               | Portadown (2º)               |
| Lech Poznań (4º)               | Daugava (3º)                | Čelik (CC)                       | Cliftonville (3º)            |
| Senica (SC)                    | Metalurgi Rustavi (2º)      | Rudar (2º)                       | Crusaders (SC)               |
| Rosenborg (3º)                 | Torpedo (3º)                | Zeta (3º)                        | EB/Streymur (CC)             |
| Jagodina (4º)                  | Baku (CC)                   | Tirana (CC)                      | Víkingur (3º)                |
| Elfsborg (3º)                  | Khazar Lenkoran (2º)        | Teuta Durrës (2º)                | Runavík (4º)                 |
| Kalmar (SC)                    | Inter Baku (3º)             | Flamurtari Vlorë (4º)            | Jeunesse Esch (2º)           |
| Borac Banja Luka (3º)          | Olimpija (2º)               | Levadia Tallinn (CC)             | Grevenmacher (3º)            |
| Sarajevo (4º)                  | Mura 05 (3º)                | Nõmme Kalju (2º)                 | Differdange 03 (4º)          |
| JJK (3º)                       | Celje (SC)                  | Narva Trans (3º)                 | FC Santa Coloma (CC)         |
| KuPS (SC)                      | Renova (CC)                 | Bangor City (2º)                 | UE Santa Coloma (3º)         |
| St. Patrick's Athletic (4º)    | Metalurg Skopje (2º)        | Llanelli (P-1º)                  | La Fiorita (CC)              |
| Bohemians (5º)                 | Shkëndija (3º)              | Cefn Druids (SC)                 | Libertas (2º)                |
| Honvéd (4º)                    | FH (2º)                     | Shirak (CC)                      | Stabæk (FP)                  |
| MTK Budapest (SC)              | ÍBV (3º)                    | Gandzasar (2º)                   | MyPa (FP)                    |
| Dacia Chişinău (2º)            | Þór Akureyri (SC)           | Pyunik (3º)                      | Twente (FP)                  |
| Zimbru Chişinău (3º)           | Ordabasy (CC)               | Hibernians (CC)                  |                              |
| Sūduva (3º)                    | Zhetysu (2º)                | Birkirkara (3º)                  |                              |

## Fase Previa

### Primera ronda de clasificación
Los siguientes 74 equipos compiten en la primera fase de clasificación, la ida de las eliminatorias se disputaron el 3 y 5 de julio, mientras que la vuelta el 10 y 12 de julio.
| Equipo local ida      | Resultado | Equipo visitante ida | Ida | Vuelta  |  |
| --------------------- | --------- | -------------------- | --- | ------- |  |
| Inter Baku            | 7:0       | JK Narva Trans       | 5:0 | 2:0     |  |
| FK Senica             | 3:2       | MTK Budapest         | 1:1 | 2:1     |  |
| KF Tirana             | 2:0       | CS Grevenmacher      | 2:0 | 0:0     |  |
| Torpedo               | 1:2       | FC Aktobe            | 1:1 | 0:1     |  |
| Borac Banja Luka      | 3:3(v)    | FK Čelik Nikšić      | 2:2 | 1:1     |  |
| FK Baku               | 0:2       | Mura 05              | 0:0 | 0:2     |  |
| IF Elfsborg           | 12:0      | Floriana FC          | 8:0 | 4:0     |  |
| FK Renova             | 8:0       | AC Libertas          | 4:0 | 4:0     |  |
| FC Santa Coloma       | 1:4       | NK Osijek            | 0:1 | 1:3     |  |
| FK Jagodina           | 0:1       | FC Ordabasy          | 0:1 | 0:0     |  |
| Differdange 03        | 6:0       | NSÍ Runavík          | 3:0 | 3:0     |  |
| Rosenborg BK          | 4:0       | Crusaders F.C.       | 3:0 | 1:0     |  |
| Cefn Druids           | 0:5       | MyPa                 | 0:0 | 0:5     |  |
| Levadia Tallinn       | 2:2(v)    | FK Šiauliai          | 1:0 | 1:2     |  |
| Bohemian F.C.         | 1:5       | Þór Akureyri         | 0:0 | 1:5     |  |
| FK Sarajevo           | 9:6       | Hibernians           | 5:2 | 4:4     |  |
| FC Twente             | 9:0       | UE Santa Coloma      | 6:0 | 3:0     |  |
| Rudar Pljevlja        | 1:2       | Shirak               | 0:1 | 1:1     |  |
| Flamurtari Vlorë      | 0:3       | Honvéd FC            | 0:1 | 0:2     |  |
| Dacia Chişinău        | 2:0       | NK Celje             | 1:0 | 1:0     |  |
| FK Sūduva             | (v)3:3    | Daugava              | 0:1 | 3:2     |  |
| KuPS                  | 3:2       | Llanelli AFC         | 2:1 | 1:1     |  |
| Cliftonville          | 1:4       | Kalmar FF            | 1:0 | 0:4     |  |
| Víkingur              | 0:10      | FC Gomel             | 0:6 | 0:4     |  |
| FH                    | 3:1       | Eschen/Mauren        | 2:1 | 1:0     |  |
| Lech Poznań           | 3:1       | FC Zhetysu           | 2:0 | 1:1     |  |
| Khazar Lenkoran       | 4:2       | Nõmme Kalju          | 2:2 | 2:0     |  |
| Birkirkara            | 2:2(v)    | Metalurg Skopje      | 2:2 | 0:0     |  |
| FC Pyunik             | 2:4       | FK Zeta              | 0:3 | 2:1     |  |
| Teuta Durrës          | 1:9       | Metalurgi Rustavi    | 0:3 | 1:6     |  |
| NK Olimpija           | 6:0       | Jeunesse Esch        | 3:0 | 3:0     |  |
| EB/Streymur           | 3:3(v)    | Gandzasar            | 3:1 | 0:2     |  |
| St Patrick's Athletic | (v)2:2    | ÍBV                  | 1:0 | 1:2(pr) |  |
| SP La Fiorita         | 0:6       | Liepājas Metalurgs   | 0:2 | 0:4     |  |
| JJK Jyväskylä         | 4:3       | Stabæk               | 2:0 | 2:3     |  |
| Bangor City           | 1:2       | Zimbru Chişinău      | 0:0 | 1:2     |  |
| Shkëndija             | 1:2       | Portadown FC         | 0:0 | 1:2     |  |

### Segunda ronda de clasificación
80 equipos competirán en esta fase: los 37 ganadores de la primera fase de clasificación, y los 43 equipos siguientes, que entrarán en esta ronda, la ida de las eliminatorias se disputaron el 19 de julio, mientras que la vuelta el 26 de julio.
| Equipo local ida      | Resultado   | Equipo visitante ida      | Ida | Vuelta  |  |
| --------------------- | ----------- | ------------------------- | --- | ------- |  |
| Khazar Lenkoran       | 1:2         | Lech Poznań               | 1:1 | 0:1     |  |
| Eskişehirspor         | 3:1         | St. Johnstone             | 2:0 | 1:1     |  |
| HNK Hajduk Split      | 2:1         | Skonto FC                 | 2:0 | 0:1     |  |
| AIK                   | 13:0        | FH                        | 9:0 | 4:0     |  |
| FK Renova             | 1:2         | FC Gomel                  | 0:2 | 1:0     |  |
| FC Naftan Novopolotsk | 6:7         | Estrella Roja de Belgrado | 3:4 | 3:3     |  |
| FK Vojvodina          | 5:1         | Sūduva                    | 1:1 | 4:0     |  |
| JJK Jyväskylä         | 3:3 (v)     | FK Zeta                   | 3:2 | 0:1     |  |
| BSC Young Boys        | 1:1 (4—1 p) | Zimbru Chişinău           | 1:0 | 0:1     |  |
| Lokomotiv Plovdiv     | 5:7         | Vitesse                   | 4:4 | 1:3     |  |
| KF Tirana             | 1:6         | Aalesunds FK              | 1:1 | 0:5     |  |
| Metalurg Donetsk      | 11:2        | FK Čelik Nikšić           | 7:0 | 4:2     |  |
| Maccabi Netanya       | 2:2 (v)     | KuPS                      | 1:2 | 1:0     |  |
| FK Mladá Boleslav     | 4:0         | Þór Akureyri              | 3:0 | 1:0     |  |
| Levadia Tallinn       | 1:6         | Anorthosis                | 1:3 | 0:3     |  |
| FC Milsami            | 4:5         | Aktobe                    | 4:2 | 0:3     |  |
| Slaven Koprivnica     | 10:2        | Portadown FC              | 6:0 | 4:2     |  |
| Servette FC           | 5:1         | Gandzasar                 | 2:0 | 3:1     |  |
| Twente                | 6:1         | Inter Turku               | 1:1 | 5:0     |  |
| Žalgiris Vilnius      | 2:6         | Admira Wacker Mödling     | 1:1 | 1:5     |  |
| NK Osijek             | 1:6         | Kalmar FF                 | 1:3 | 0:3     |  |
| Slovan Bratislava     | 1:1 (v)     | Videoton FC               | 1:1 | 0:0     |  |
| Rapid Bucarest        | 5:1         | MyPa                      | 3:1 | 2:0     |  |
| Metalurgi Rustavi     | 1:5         | Viktoria Plzeň            | 1:3 | 0:2     |  |
| Mura 05               | (v) 1:1     | CSKA Sofia                | 0:0 | 1:1     |  |
| Inter Baku            | 2:2 (4—3 p) | Asteras Tripolis          | 1:1 | 1:1     |  |
| Differdange 03        | 2:4         | KAA Gent                  | 0:1 | 2:3     |  |
| Anzhi Makhachkala     | 5:0         | Honvéd                    | 1:0 | 4:0     |  |
| Levski Sofia          | 2:3         | FK Sarajevo               | 1:0 | 1:3     |  |
| Metalurgs             | 3:7         | Legia Varsovia            | 2:2 | 1:5     |  |
| Shakhtyor Soligorsk   | 1:1 (v)     | SV Ried                   | 1:1 | 0:0     |  |
| Bnei Yehuda           | 3:0         | Shirak                    | 2:0 | 1:0     |  |
| Rosenborg BK          | 4:3         | FC Ordabasy               | 2:2 | 2:1     |  |
| Spartak Trnava        | 4:2         | Sligo Rovers              | 3:1 | 1:1     |  |
| Dacia Chişinău        | 1:2         | IF Elfsborg               | 1:0 | 0:2     |  |
| Široki Brijeg         | 2:3         | St Patrick's Athletic     | 1:1 | 1:2(pr) |  |
| APOEL FC              | 3:0         | FK Senica                 | 2:0 | 1:0     |  |
| Ruch Chorzów          | 6:1         | Metalurg Skopje           | 3:1 | 3:0     |  |
| AGF                   | 2:5         | Dila Gori                 | 1:2 | 1:3     |  |
| Olimpija              | 0:1         | Tromsø                    | 0:0 | 0:1     |  |

### Tercera ronda de clasificación
58 equipos competirán en esta fase: los 40 ganadores de la segunda fase de clasificación, y los 18 equipos siguientes, que entrarán en esta ronda, la ida de las eliminatorias se disputaron el 2 de agosto, mientras que la vuelta el 9 de agosto.
| Equipo local ida      | Resultado    | Equipo visitante ida  | Ida | Vuelta      |
| --------------------- | ------------ | --------------------- | --- | ----------- |
| Videoton              | 4:0          | KAA Gent              | 1:0 | 3:0         |
| AIK Solna             | 5:0          | Lech Poznań           | 5:0 | 0:0         |
| Eskişehirspor         | 1:4          | Olympique de Marsella | 1:1 | 0:3         |
| Estrella Roja         | (6-5 p.) 0:0 | AC Omonia             | 0:0 | 0:0 (pr)    |
| FK Sarajevo           | 2:2 (v)      | FK Zeta               | 2:1 | 0:1         |
| Admira Wacker Mödling | 2:4          | AC Sparta Praga       | 0:2 | 2:2         |
| Kalmar FF             | 1:3          | BSC Young Boys        | 1:0 | 0:3         |
| Dundee United         | 2:7          | Dynamo Moscú          | 2:2 | 0:5         |
| Arsenal Kiev          | 2:3          | Mura 05               | 0:3 | 2:0         |
| KuPS                  | 1:6          | Bursaspor             | 1:0 | 0:6         |
| Steaua Bucarest       | 3:1          | Spartak Trnava        | 0:1 | 3:0         |
| FC Gomel              | 0:4          | Liverpool             | 0:1 | 0:3         |
| SV Ried               | 3:4          | Legia Varsovia        | 2:1 | 1:3         |
| St Patrick's Athletic | 0:5          | Hannover 96           | 0:3 | 0:2         |
| Servette FC           | 1:1 (v)      | Rosenborg BK          | 1:1 | 0:0         |
| Athletic Club         | 4:3          | Slaven Koprivnica     | 3:1 | 1:2         |
| Anzhi Makhachkala     | 4:0          | Vitesse               | 2:0 | 2:0         |
| Asteras Tripolis      | 1:1 (v)      | CS Marítimo           | 1:1 | 0:0         |
| SC Heerenveen         | 4:1          | Rapid Bucarest        | 4:0 | 0:1         |
| Ruch Chorzów          | 0:7          | Viktoria Plzeň        | 0:2 | 0:5         |
| AC Horsens            | 4:3          | IF Elfsborg           | 1:1 | 3:2         |
| APOEL FC              | 3:1          | Aalesunds FK          | 2:1 | 1:0         |
| HNK Hajduk Split      | 2:3          | Internazionale        | 0:3 | 2:0         |
| FK Vojvodina          | 2:3          | Rapid Viena           | 2:1 | 0:2         |
| KRC Genk              | 4:2          | Aktobe                | 2:1 | 2:1         |
| Tromsø                | 2:1          | Metalurg Donetsk      | 1:1 | 1:0         |
| Twente                | 4:0          | FK Mladá Boleslav     | 2:0 | 2:0         |
| Bnei Yehuda           | 1:6          | PAOK Salónica         | 0:2 | 1:4         |
| Dila Gori             | 3:1          | Anorthosis            | 0:1 | 3:0 (Susp.) |

### Play-off
62 equipos competirán en esta fase: los 29 ganadores de la tercera fase de clasificación, los 19 equipos siguientes, que entrarán en esta ronda, y los 14 equipos eliminados en la tercera fase de clasificación de la Liga de Campeones, la ida de las eliminatorias se disputaron el 22 y 23 de agosto, mientras que la vuelta el 28 y 30 de agosto.
| Equipo local ida    | Resultado    | Equipo visitante ida  | Ida | Vuelta     |
| ------------------- | ------------ | --------------------- | --- | ---------- |
| Anzhi Majachkalá    | 6:0          | AZ Alkmaar            | 1:0 | 5:0        |
| PFC Neftchi Baku    | 4:2          | APOEL Nicosia         | 1:1 | 3:1        |
| Atromitos           | 1:2          | Newcastle United      | 1:1 | 0:1        |
| Tromsø              | 3:3 (v.)     | Partizan Belgrado     | 3:2 | 0:1        |
| Vaslui              | 2:4          | Internazionale        | 0:2 | 2:2        |
| Heart of Midlothian | 1:2          | Liverpool             | 0:1 | 1:1        |
| Athletic Club       | 9:3          | HJK Helsinki          | 6:0 | 3:3        |
| Marítimo            | 3:0          | Dila Gori             | 1:0 | 2:0        |
| Molde               | 4:1          | Heerenveen            | 2:0 | 2:1        |
| Debreceni           | 1:7          | Brujas                | 0:3 | 1:4        |
| Sheriff Tiraspol    | 1:2          | Olympique de Marsella | 1:2 | 0:0        |
| Trabzonspor         | 0:0 (2-4 p.) | Videoton              | 0:0 | 0:0 (pr)   |
| Midtjylland         | 2:3          | Young Boys            | 0:3 | 2:0        |
| Śląsk Wrocław       | 4:10         | Hannover 96           | 3:5 | 1:5        |
| Dinamo Bucarest     | 1:4          | Metalist Kharkiv      | 0:2 | 1:2        |
| AC Horsens          | 1:6          | Sporting de Portugal  | 1:1 | 0:5        |
| F91 Dudelange       | 1:7          | Hapoel Tel Aviv       | 1:3 | 0:4        |
| Feyenoord Rotterdam | 2:4          | Sparta Praga          | 2:2 | 0:2        |
| Motherwell          | 0:3          | Levante               | 0:2 | 0:1        |
| Estrella Roja       | 2:3          | Girondins de Bordeaux | 0:0 | 2:3        |
| Lokeren             | 2:2 (v.)     | Viktoria Plzeň        | 2:1 | 0:1        |
| Mura 05             | 1:5          | Lazio                 | 0:2 | 1:3        |
| AIK Estocolmo       | 2:1          | CSKA Moscú            | 0:1 | 2:0        |
| Legia de Varsovia   | 2:3          | Rosenborg             | 1:1 | 1:2        |
| Bursaspor           | 4:5          | Twente                | 3:1 | 1:4 (pró.) |
| FK Ekranas          | 0:5          | Steaua Bucarest       | 0:2 | 0:3        |
| Slovan Liberec      | 4:6          | Dnipro Dnipropetrovsk | 2:2 | 2:4        |
| VfB Stuttgart       | 3:1          | Dinamo Moscú          | 2:0 | 1:1        |
| PAOK Salónica       | 2:4          | Rapid Viena           | 2:1 | 0:3        |
| Sion                | 2:3          | KRC Genk              | 2:1 | 0:2        |
| Zeta                | 0:14         | PSV Eindhoven         | 0:5 | 0:9        |

## Fase de grupos
48 equipos competirán en esta fase: los 31 ganadores de los play-offs, los 10 equipos eliminados en la cuarta fase de clasificación de la Liga de Campeones y 7 equipos clasificados de forma directa, incluyendo el campeón de la anterior edición:
| 1º bombo (Cabezas de serie) | 2º bombo        | 3º bombo                 | 4º bombo                   |
| --------------------------- | --------------- | ------------------------ | -------------------------- |
| Atlético de Madrid Campeón  | Basel           | Lazio                    | Helsingborgs               |
| Internazionale              | Metalist Járkov | Steaua Bucarest          | Marítimo                   |
| Olympique de Lyon           | Panathinaikos   | Sparta Praga             | Rapid Viena                |
| Liverpool                   | Athletic Club   | Rosenborg                | Académica de Coimbra       |
| Olympique de Marsella       | Copenhague      | Newcastle United         | Anzhi Majachkalá           |
| Sporting de Portugal        | Fenerbahçe      | BSC Young Boys           | Maribor                    |
| PSV Eindhoven               | Rubin Kazán     | Levante                  | AIK Solna                  |
| Tottenham Hotspur           | Napoli          | Genk                     | AEL Limassol               |
| Bayer Leverkusen            | Udinese         | Borussia Mönchengladbach | Hapoel Ironi Kiryat Shmona |
| Girondins Bordeaux          | Brujas          | Partizan Belgrado        | Molde                      |
| Twente                      | Hapoel Tel Aviv | Viktoria Plzeň           | Videoton                   |
| Stuttgart                   | Hannover 96     | Dnipro Dnipropetrovsk    | Neftchi Baku               |

|  | Equipos clasificados para los dieciseisavos de final. |
|  | Equipos eliminados de la competición.                 |

### Grupo A
| Equipo           | Pts | PJ | PG | PE | PP | GF | GC | Dif |
| ---------------- | --- | -- | -- | -- | -- | -- | -- | --- |
| Liverpool        | 10  | 6  | 3  | 1  | 2  | 11 | 9  | +2  |
| Anzhi Majachkalá | 10  | 6  | 3  | 1  | 2  | 7  | 5  | +2  |
| Young Boys       | 10  | 6  | 3  | 1  | 2  | 14 | 13 | +1  |
| Udinese          | 4   | 6  | 1  | 1  | 4  | 7  | 12 | -5  |

| Fecha            | Estadio         | Local               | Resultado | Visitante           |
| ---------------- | --------------- | ------------------- | --------- | ------------------- |
| 20 de septiembre | Stade de Suisse | BSC Young Boys      | 3:5       | Liverpool FC        |
| 20 de septiembre | Friuli          | Udinese Calcio      | 1:1       | FC Anzhi Majachkalá |
| 4 de octubre     | Lokomotiv       | FC Anzhi Majachkalá | 2:0       | BSC Young Boys      |
| 4 de octubre     | Anfield         | Liverpool FC        | 2:3       | Udinese Calcio      |
| 25 de octubre    | Anfield         | Liverpool FC        | 1:0       | FC Anzhi Majachkalá |
| 25 de octubre    | Stade de Suisse | BSC Young Boys      | 3:1       | Udinese Calcio      |
| 8 de noviembre   | Lokomotiv       | FC Anzhi Majachkalá | 1:0       | Liverpool FC        |
| 8 de noviembre   | Friuli          | Udinese Calcio      | 2:3       | BSC Young Boys      |
| 22 de noviembre  | Lokomotiv       | FC Anzhi Majachkalá | 2:0       | Udinese Calcio      |
| 22 de noviembre  | Anfield         | Liverpool FC        | 2:2       | BSC Young Boys      |
| 6 de diciembre   | Stade de Suisse | BSC Young Boys      | 3:1       | FC Anzhi Majachkalá |
| 6 de diciembre   | Friuli          | Udinese Calcio      | 0:1       | Liverpool FC        |

### Grupo B
| Equipo               | Pts | PJ | PG | PE | PP | GF | GC | Dif |
| -------------------- | --- | -- | -- | -- | -- | -- | -- | --- |
| Viktoria Plzeň       | 13  | 6  | 4  | 1  | 1  | 11 | 4  | +7  |
| Atlético de Madrid   | 12  | 6  | 4  | 0  | 2  | 7  | 4  | +3  |
| Académica de Coimbra | 5   | 6  | 1  | 2  | 3  | 6  | 9  | -3  |
| Hapoel Tel Aviv      | 4   | 6  | 1  | 1  | 4  | 4  | 11 | -7  |

| Fecha            | Estadio             | Local                | Resultado | Visitante            |
| ---------------- | ------------------- | -------------------- | --------- | -------------------- |
| 20 de septiembre | Bloomfield Stadium  | Hapoel Tel Aviv FC   | 0:3       | Atlético de Madrid   |
| 20 de septiembre | Stadion mesta Plzne | FC Viktoria Plzen    | 3:1       | Académica de Coimbra |
| 4 de octubre     | Ciudad de Coímbra   | Académica de Coimbra | 1:1       | Hapoel Tel Aviv FC   |
| 4 de octubre     | Vicente Calderón    | Atlético de Madrid   | 1:0       | FC Viktoria Plzen    |
| 25 de octubre    | Vicente Calderón    | Atlético de Madrid   | 2:1       | Académica de Coimbra |
| 25 de octubre    | Bloomfield Stadium  | Hapoel Tel Aviv FC   | 1:2       | FC Viktoria Plzen    |
| 8 de noviembre   | Ciudad de Coímbra   | Académica de Coimbra | 2:0       | Atlético de Madrid   |
| 8 de noviembre   | Stadion mesta Plzne | FC Viktoria Plzen    | 4:0       | Hapoel Tel Aviv FC   |
| 22 de noviembre  | Vicente Calderón    | Atlético de Madrid   | 1:0       | Hapoel Tel Aviv FC   |
| 22 de noviembre  | Ciudad de Coímbra   | Académica de Coimbra | 1:1       | FC Viktoria Plzen    |
| 6 de diciembre   | Bloomfield Stadium  | Hapoel Tel Aviv FC   | 2:0       | Académica de Coimbra |
| 6 de diciembre   | Stadion mesta Plzne | FC Viktoria Plzen    | 1:0       | Atlético de Madrid   |

### Grupo C
| Equipo                   | Pts | PJ | PG | PE | PP | GF | GC | Dif |
| ------------------------ | --- | -- | -- | -- | -- | -- | -- | --- |
| Fenerbahçe               | 13  | 6  | 4  | 1  | 1  | 10 | 7  | +3  |
| Borussia Mönchengladbach | 11  | 6  | 3  | 2  | 1  | 11 | 6  | +5  |
| Olympique de Marsella    | 5   | 6  | 1  | 2  | 3  | 9  | 11 | -2  |
| AEL Limassol             | 4   | 6  | 1  | 1  | 4  | 4  | 10 | -6  |

| Fecha            | Estadio         | Local                    | Resultado | Visitante                |
| ---------------- | --------------- | ------------------------ | --------- | ------------------------ |
| 20 de septiembre | Estadio GSP     | AEL Limassol FC          | 0:0       | Borussia Mönchengladbach |
| 20 de septiembre | Sükrü Saracoglu | Fenerbahçe SK            | 2:2       | Olympique Marsella       |
| 4 de octubre     | Vélodrome       | Olympique Marsella       | 5:1       | AEL Limassol FC          |
| 4 de octubre     | Borussia Park   | Borussia Mönchengladbach | 2:4       | Fenerbahçe SK            |
| 25 de octubre    | Borussia Park   | Borussia Mönchengladbach | 2:0       | Olympique Marsella       |
| 25 de octubre    | Estadio GSP     | AEL Limassol FC          | 0:1       | Fenerbahçe SK            |
| 8 de noviembre   | Vélodrome       | Olympique Marsella       | 2:2       | Borussia Mönchengladbach |
| 8 de noviembre   | Sükrü Saracoglu | Fenerbahçe SK            | 2:0       | AEL Limassol FC          |
| 22 de noviembre  | Borussia Park   | Borussia Mönchengladbach | 2:0       | AEL Limassol FC          |
| 22 de noviembre  | Vélodrome       | Olympique Marsella       | 0:1       | Fenerbahçe SK            |
| 6 de diciembre   | Estadio GSP     | AEL Limassol FC          | 3:0       | Olympique Marsella       |
| 6 de diciembre   | Sükrü Saracoglu | Fenerbahçe SK            | 0:3       | Borussia Mönchengladbach |

### Grupo D
| Equipo                | Pts | PJ | PG | PE | PP | GF | GC | Dif |
| --------------------- | --- | -- | -- | -- | -- | -- | -- | --- |
| Girondins de Bordeaux | 13  | 6  | 4  | 1  | 1  | 10 | 5  | +5  |
| Newcastle United      | 9   | 6  | 2  | 3  | 1  | 7  | 5  | +2  |
| Marítimo              | 6   | 6  | 1  | 3  | 2  | 4  | 6  | -2  |
| Brujas                | 4   | 6  | 1  | 1  | 4  | 6  | 11 | -5  |

| Fecha            | Estadio               | Local                   | Resultado | Visitante               |
| ---------------- | --------------------- | ----------------------- | --------- | ----------------------- |
| 20 de septiembre | dos Barreiros         | CS Marítimo             | 0:0       | Newcastle United FC     |
| 20 de septiembre | Jacques Chaban-Delmas | FC Girondins de Burdeos | 4:0       | Club Brujas             |
| 4 de octubre     | Jan Breydel           | Club Brujas             | 2:0       | CS Marítimo             |
| 4 de octubre     | St James' Park        | Newcastle United FC     | 3:0       | FC Girondins de Burdeos |
| 25 de octubre    | St James' Park        | Newcastle United FC     | 1:0       | Club Brujas             |
| 25 de octubre    | dos Barreiros         | CS Marítimo             | 1:1       | FC Girondins de Burdeos |
| 8 de noviembre   | Jan Breydel           | Club Brujas             | 2:2       | Newcastle United FC     |
| 8 de noviembre   | Jacques Chaban-Delmas | FC Girondins de Burdeos | 1:0       | CS Marítimo             |
| 22 de noviembre  | St James' Park        | Newcastle United FC     | 1:1       | CS Marítimo             |
| 22 de noviembre  | Jan Breydel           | Club Brujas             | 1:2       | FC Girondins de Burdeos |
| 6 de diciembre   | dos Barreiros         | CS Marítimo             | 2:1       | Club Brujas             |
| 6 de diciembre   | Jacques Chaban-Delmas | FC Girondins de Burdeos | 2:0       | Newcastle United FC     |

### Grupo E
| Equipo             | Pts | PJ | PG | PE | PP | GF | GC | Dif |
| ------------------ | --- | -- | -- | -- | -- | -- | -- | --- |
| Steaua de Bucarest | 11  | 6  | 3  | 2  | 1  | 9  | 9  | 0   |
| Stuttgart          | 8   | 6  | 2  | 2  | 2  | 9  | 6  | +3  |
| Copenhague         | 8   | 6  | 2  | 2  | 2  | 5  | 6  | -1  |
| Molde              | 6   | 6  | 2  | 0  | 4  | 6  | 8  | -2  |

| Fecha            | Estadio         | Local              | Resultado | Visitante          |
| ---------------- | --------------- | ------------------ | --------- | ------------------ |
| 20 de septiembre | VfB Arena       | Stuttgart          | 2:2       | Steaua de Bucarest |
| 20 de septiembre | Parken Stadion  | FC Copenhague      | 2:1       | Molde FK           |
| 4 de octubre     | Aker Stadion    | Molde FK           | 2:0       | Stuttgart          |
| 4 de octubre     | Arena Națională | Steaua de Bucarest | 1:0       | FC Copenhague      |
| 25 de octubre    | Arena Națională | Steaua de Bucarest | 2:0       | Molde FK           |
| 25 de octubre    | VfB Arena       | Stuttgart          | 0:0       | FC Copenhague      |
| 8 de noviembre   | Aker Stadion    | Molde FK           | 1:2       | Steaua de Bucarest |
| 8 de noviembre   | Parken Stadion  | FC Copenhague      | 0:2       | Stuttgart          |
| 22 de noviembre  | Arena Națională | Steaua de Bucarest | 1:5       | Stuttgart          |
| 22 de noviembre  | Aker Stadion    | Molde FK           | 1:2       | FC Copenhague      |
| 6 de diciembre   | VfB Arena       | Stuttgart          | 0:1       | Molde FK           |
| 6 de diciembre   | Parken Stadion  | FC Copenhague      | 1:1       | Steaua de Bucarest |

### Grupo F
| Equipo                | Pts | PJ | PG | PE | PP | GF | GC | Dif |
| --------------------- | --- | -- | -- | -- | -- | -- | -- | --- |
| Dnipro Dnipropetrovsk | 15  | 6  | 5  | 0  | 1  | 16 | 8  | +8  |
| Napoli                | 9   | 6  | 3  | 0  | 3  | 12 | 12 | 0   |
| PSV Eindhoven         | 7   | 6  | 2  | 1  | 3  | 8  | 7  | +1  |
| AIK Estocolmo         | 4   | 6  | 1  | 1  | 4  | 5  | 14 | -9  |

| Fecha            | Estadio         | Local         | Resultado | Visitante     |
| ---------------- | --------------- | ------------- | --------- | ------------- |
| 20 de septiembre | Dnipro Arena    | FC Dnipro     | 2:0       | PSV Eindhoven |
| 20 de septiembre | San Paolo       | SSC Napoli    | 4:0       | AIK Estocolmo |
| 4 de octubre     | Estadio Råsunda | AIK Estocolmo | 2:3       | FC Dnipro     |
| 4 de octubre     | PSV Stadion     | PSV Eindhoven | 3:0       | SSC Napoli    |
| 25 de octubre    | PSV Stadion     | PSV Eindhoven | 1:1       | AIK Estocolmo |
| 25 de octubre    | Dnipro Arena    | FC Dnipro     | 3:1       | SSC Napoli    |
| 8 de noviembre   | Estadio Råsunda | AIK Estocolmo | 1:0       | PSV Eindhoven |
| 8 de noviembre   | San Paolo       | SSC Napoli    | 4:2       | FC Dnipro     |
| 22 de noviembre  | PSV Stadion     | PSV Eindhoven | 1:2       | FC Dnipro     |
| 22 de noviembre  | Estadio Råsunda | AIK Estocolmo | 1:2       | SSC Napoli    |
| 6 de diciembre   | Dnipro Arena    | FC Dnipro     | 4:0       | AIK Estocolmo |
| 6 de diciembre   | San Paolo       | SSC Napoli    | 1:3       | PSV Eindhoven |

### Grupo G
| Equipo               | Pts | PJ | PG | PE | PP | GF | GC | Dif |
| -------------------- | --- | -- | -- | -- | -- | -- | -- | --- |
| Genk                 | 12  | 6  | 3  | 3  | 0  | 9  | 4  | +5  |
| Basel                | 9   | 6  | 2  | 3  | 1  | 7  | 4  | +3  |
| Videoton             | 6   | 6  | 2  | 0  | 4  | 6  | 8  | -2  |
| Sporting de Portugal | 5   | 6  | 1  | 2  | 3  | 4  | 10 | -6  |

| Fecha            | Estadio        | Local                | Resultado | Visitante            |
| ---------------- | -------------- | -------------------- | --------- | -------------------- |
| 20 de septiembre | Fenix Stadion  | KRC Genk             | 3:0       | Videoton FC          |
| 20 de septiembre | José Alvalade  | Sporting de Portugal | 0:0       | FC Basel             |
| 4 de octubre     | St. Jakob Park | FC Basel             | 2:2       | KRC Genk             |
| 4 de octubre     | Stadion Sóstói | Videoton FC          | 3:0       | Sporting de Portugal |
| 25 de octubre    | Stadion Sóstói | Videoton FC          | 2:1       | FC Basel             |
| 25 de octubre    | Fenix Stadion  | KRC Genk             | 2:1       | Sporting de Portugal |
| 8 de noviembre   | St. Jakob Park | FC Basel             | 1:0       | Videoton FC          |
| 8 de noviembre   | José Alvalade  | Sporting de Portugal | 1:1       | KRC Genk             |
| 22 de noviembre  | Stadion Sóstói | Videoton FC          | 0:1       | KRC Genk             |
| 22 de noviembre  | St. Jakob Park | FC Basel             | 3:0       | Sporting de Portugal |
| 6 de diciembre   | Fenix Stadion  | KRC Genk             | 0:0       | FC Basel             |
| 7 de diciembre   | José Alvalade  | Sporting de Portugal | 2:1       | Videoton FC          |

### Grupo H
| Equipo            | Pts | PJ | PG | PE | PP | GF | GC | Dif |
| ----------------- | --- | -- | -- | -- | -- | -- | -- | --- |
| Rubin Kazán       | 14  | 6  | 4  | 2  | 0  | 10 | 3  | +7  |
| Internazionale    | 11  | 6  | 3  | 2  | 1  | 11 | 9  | +2  |
| Partizan Belgrado | 5   | 6  | 1  | 2  | 3  | 3  | 8  | -5  |
| Neftchi Baku      | 2   | 6  | 0  | 2  | 4  | 8  | -4 |     |

| Fecha            | Estadio         | Local          | Resultado | Visitante      |
| ---------------- | --------------- | -------------- | --------- | -------------- |
| 20 de septiembre | Giuseppe Meazza | Inter de Milán | 2:2       | FC Rubin Kazan |
| 20 de septiembre | Partizan        | FK Partizan    | 1:0       | Neftchi Baku   |
| 4 de octubre     | Tofiq Bəhramov  | Neftchi Baku   | 1:3       | Inter de Milán |
| 4 de octubre     | Centralniy      | FC Rubin Kazan | 2:0       | FK Partizan    |
| 25 de octubre    | Centralniy      | FC Rubin Kazan | 1:0       | Neftchi Baku   |
| 25 de octubre    | Giuseppe Meazza | Inter de Milán | 1:0       | FK Partizan    |
| 8 de noviembre   | Tofiq Bəhramov  | Neftchi Baku   | 0:1       | FC Rubin Kazan |
| 8 de noviembre   | Partizan        | FK Partizan    | 1:3       | Inter de Milán |
| 22 de noviembre  | Centralniy      | FC Rubin Kazan | 3:0       | Inter de Milán |
| 22 de noviembre  | Tofiq Bəhramov  | Neftchi Baku   | 1:1       | FK Partizan    |
| 6 de diciembre   | Giuseppe Meazza | Inter de Milán | 2:2       | Neftchi Baku   |
| 6 de diciembre   | Partizan        | FK Partizan    | 1:1       | FC Rubin Kazan |

### Grupo I
| Equipo                     | Pts | PJ | PG | PE | PP | GF | GC | Dif |
| -------------------------- | --- | -- | -- | -- | -- | -- | -- | --- |
| Olympique de Lyon          | 16  | 6  | 5  | 1  | 0  | 14 | 8  | +6  |
| Sparta Praga               | 9   | 6  | 2  | 3  | 1  | 9  | 6  | +3  |
| Athletic Club              | 5   | 6  | 1  | 2  | 3  | 7  | 9  | -2  |
| Hapoel Ironi Kiryat Shmona | 2   | 6  | 0  | 2  | 4  | 6  | 13 | -7  |

| Fecha            | Estadio                | Local                      | Resultado | Visitante                  |
| ---------------- | ---------------------- | -------------------------- | --------- | -------------------------- |
| 20 de septiembre | Gerland                | Olympique Lyon             | 2:1       | AC Sparta Praga            |
| 20 de septiembre | San Mámes              | Athletic Club              | 1:1       | Hapoel Ironi Kiryat Shmona |
| 4 de octubre     | Kiriat Eliezer Stadium | Hapoel Ironi Kiryat Shmona | 3:4       | Olympique Lyon             |
| 4 de octubre     | Generali Arena         | AC Sparta Praga            | 3:1       | Athletic Club              |
| 25 de octubre    | Generali Arena         | AC Sparta Praga            | 3:1       | Hapoel Ironi Kiryat Shmona |
| 25 de octubre    | Gerland                | Olympique Lyon             | 2:1       | Athletic Club              |
| 8 de noviembre   | Kiriat Eliezer Stadium | Hapoel Ironi Kiryat Shmona | 1:1       | AC Sparta Praga            |
| 8 de noviembre   | San Mámes              | Athletic Club              | 2:3       | Olympique Lyon             |
| 22 de noviembre  | Generali Arena         | AC Sparta Praga            | 1:1       | Olympique Lyon             |
| 28 de noviembre  | Kiriat Eliezer Stadium | Hapoel Ironi Kiryat Shmona | 0:2       | Athletic Club              |
| 6 de diciembre   | Gerland                | Olympique Lyon             | 2:0       | Hapoel Ironi Kiryat Shmona |
| 6 de diciembre   | San Mámes              | Athletic Club              | 0:0       | AC Sparta Praga            |

### Grupo J
| Equipo            | Pts | PJ | PG | PE | PP | GF | GC | Dif |
| ----------------- | --- | -- | -- | -- | -- | -- | -- | --- |
| Lazio             | 12  | 6  | 3  | 3  | 0  | 9  | 2  | +7  |
| Tottenham Hotspur | 10  | 6  | 2  | 4  | 0  | 8  | 4  | +4  |
| Panathinaikos     | 5   | 6  | 1  | 2  | 3  | 4  | 11 | -7  |
| Maribor           | 4   | 6  | 1  | 1  | 4  | 6  | 10 | -4  |

| Fecha            | Estadio            | Local                | Resultado | Visitante            |
| ---------------- | ------------------ | -------------------- | --------- | -------------------- |
| 20 de septiembre | Ljudski vrt        | NK Maribor           | 3:0       | Panathinaikos FC     |
| 20 de septiembre | White Hart Lane    | Tottenham Hotspur FC | 0:0       | SS Lazio             |
| 4 de octubre     | Olímpico de Roma   | SS Lazio             | 1:0       | NK Maribor           |
| 4 de octubre     | Olímpico de Atenas | Panathinaikos FC     | 1:1       | Tottenham Hotspur FC |
| 25 de octubre    | Olímpico de Atenas | Panathinaikos FC     | 1:1       | SS Lazio             |
| 25 de octubre    | Ljudski vrt        | NK Maribor           | 1:1       | Tottenham Hotspur FC |
| 8 de noviembre   | Olímpico de Roma   | SS Lazio             | 3:0       | Panathinaikos FC     |
| 8 de noviembre   | White Hart Lane    | Tottenham Hotspur FC | 3:1       | NK Maribor           |
| 22 de noviembre  | Olímpico de Atenas | Panathinaikos FC     | 1:0       | NK Maribor           |
| 22 de noviembre  | Olímpico de Roma   | SS Lazio             | 0:0       | Tottenham Hotspur FC |
| 6 de diciembre   | Ljudski vrt        | NK Maribor           | 1:4       | SS Lazio             |
| 6 de diciembre   | White Hart Lane    | Tottenham Hotspur FC | 3:1       | Panathinaikos FC     |

### Grupo K
| Equipo           | Pts | PJ | PG | PE | PP | GF | GC | Dif |
| ---------------- | --- | -- | -- | -- | -- | -- | -- | --- |
| Metalist Járkov  | 13  | 6  | 4  | 1  | 1  | 9  | 3  | +6  |
| Bayer Leverkusen | 13  | 6  | 4  | 1  | 1  | 9  | 2  | +7  |
| Rosenborg        | 6   | 6  | 2  | 0  | 4  | 7  | 10 | -3  |
| Rapid Viena      | 3   | 6  | 1  | 0  | 5  | 4  | 14 | -10 |

| Fecha            | Estadio           | Local                | Resultado | Visitante            |
| ---------------- | ----------------- | -------------------- | --------- | -------------------- |
| 20 de septiembre | Ernst Happel      | Rapid Viena          | 1:2       | Rosenborg Ballklub   |
| 20 de septiembre | BayArena          | Bayer 04 Leverkusen  | 0:0       | F.C. Metalist Járkov |
| 4 de octubre     | Metalist          | F.C. Metalist Járkov | 2:0       | Rapid Viena          |
| 4 de octubre     | Lerkendal Stadion | Rosenborg Ballklub   | 0:1       | Bayer 04 Leverkusen  |
| 25 de octubre    | Lerkendal Stadion | Rosenborg Ballklub   | 1:2       | F.C. Metalist Járkov |
| 25 de octubre    | Ernst Happel      | Rapid Viena          | 0:4       | Bayer 04 Leverkusen  |
| 8 de noviembre   | Metalist          | F.C. Metalist Járkov | 3:1       | Rosenborg Ballklub   |
| 8 de noviembre   | BayArena          | Bayer 04 Leverkusen  | 3:0       | Rapid Viena          |
| 22 de noviembre  | Lerkendal Stadion | Rosenborg Ballklub   | 3:2       | Rapid Viena          |
| 22 de noviembre  | Metalist          | F.C. Metalist Járkov | 2:0       | Bayer 04 Leverkusen  |
| 6 de diciembre   | Ernst Happel      | Rapid Viena          | 1:0       | F.C. Metalist Járkov |
| 6 de diciembre   | BayArena          | Bayer 04 Leverkusen  | 1:0       | Rosenborg Ballklub   |

### Grupo L
| Equipo       | Pts | PJ | PG | PE | PP | GF | GC | Dif |
| ------------ | --- | -- | -- | -- | -- | -- | -- | --- |
| Hannover 96  | 12  | 6  | 3  | 3  | 0  | 11 | 8  | +3  |
| Levante      | 11  | 6  | 3  | 2  | 1  | 10 | 5  | +5  |
| Helsingborgs | 4   | 6  | 1  | 1  | 4  | 9  | 12 | -3  |
| Twente       | 4   | 6  | 0  | 4  | 2  | 5  | 10 | -5  |

| Fecha            | Estadio                        | Local           | Resultado | Visitante       |
| ---------------- | ------------------------------ | --------------- | --------- | --------------- |
| 20 de septiembre | Ciudad de Valencia             | Levante UD      | 1:0       | Helsingborgs IF |
| 20 de septiembre | Twente Stadium                 | FC Twente       | 2:2       | Hannover 96     |
| 4 de octubre     | Hannover Arena                 | Hannover 96     | 2:1       | Levante UD      |
| 4 de octubre     | Olimpia de Helsingborg         | Helsingborgs IF | 2:2       | FC Twente       |
| 25 de octubre    | Olimpia de Helsingborg         | Helsingborgs IF | 1:2       | Hannover 96     |
| 25 de octubre    | Ciudad de Valencia             | Levante UD      | 3:0       | FC Twente       |
| 8 de noviembre   | Hannover Arena                 | Hannover 96     | 3:2       | Helsingborgs IF |
| 8 de noviembre   | Twente Stadium                 | FC Twente       | 0:0       | Levante UD      |
| 22 de noviembre  | Estadio Olimpia de Helsingborg | Helsingborgs IF | 1:3       | Levante UD      |
| 22 de noviembre  | Hannover Arena                 | Hannover 96     | 0:0       | FC Twente       |
| 6 de diciembre   | Ciudad de Valencia             | Levante UD      | 2:2       | Hannover 96     |
| 6 de diciembre   | Twente Stadium                 | FC Twente       | 1:3       | Helsingborgs IF |

## Dieciseisavos de final
El sorteo para los dieciseisavos y los octavos de final de la UEFA Europa League 2012—13 se celebró el jueves 20 de diciembre de 2012 a las 13:00 h (CET) en la sede de la UEFA en Nyon, Suiza. Los partidos tuvieron lugar los días 14 y 21 de febrero de 2013.
| Equipo local ida         | Resultado    | Equipo visitante ida  | Ida | Vuelta |
| ------------------------ | ------------ | --------------------- | --- | ------ |
| BATE Borisov             | 0:1          | Fenerbahçe            | 0:0 | 0:1    |
| Internazionale           | 5:0          | CFR Cluj              | 2:0 | 3:0    |
| Levante                  | 4:0          | Olympiacos            | 3:0 | 1:0    |
| Zenit San Petersburgo    | (v.) 3:3     | Liverpool             | 2:0 | 1:3    |
| Dinamo Kiev              | 1:2          | Girondins Bordeaux    | 1:1 | 0:1    |
| Bayer Leverkusen         | 1:3          | Benfica               | 0:1 | 1:2    |
| Newcastle United         | 1:0          | Metalist Járkov       | 0:0 | 1:0    |
| Stuttgart                | 3:1          | KRC Genk              | 1:1 | 2:0    |
| Atlético de Madrid       | 1:2          | Rubin Kazán           | 0:2 | 1:0    |
| Ajax Ámsterdam           | 2:2 (2-4 p.) | Steaua Bucarest       | 2:0 | 0:2    |
| Basel                    | 3:1          | Dnipro Dnipropetrovsk | 2:0 | 1:1    |
| Anzhi Makhachkala        | 4:2          | Hannover 96           | 3:1 | 1:1    |
| Sparta Praga             | 1:2          | Chelsea               | 0:1 | 1:1    |
| Borussia Mönchengladbach | 3:5          | Lazio                 | 3:3 | 0:2    |
| Tottenham Hotspur        | 3:2          | Olympique de Lyon     | 2:1 | 1:1    |
| Napoli                   | 0:5          | Viktoria Plzeň        | 3:0 | 2:0    |

## Fase final
Como novedad de esta temporada se da el caso del sorteo de la fase de semifinales, por lo que por primera vez en la competición, todas y cada una de las fases eliminatorias serán determinadas por sorteo.
|  | Dieciseisavos de final                                     | Dieciseisavos de final                                     | Dieciseisavos de final                                     | Dieciseisavos de final                                     |   |                        | Octavos de final                                      | Octavos de final                                      | Octavos de final                                      | Octavos de final                                      |  |                   | Cuartos de final                                      | Cuartos de final                                      | Cuartos de final                                      | Cuartos de final                                      |  |            | Semifinales                                          | Semifinales                                          | Semifinales                                          | Semifinales                                          |  |         | Final                                         | Final                                         |  |
|  | 14 de febrero de 2013 (ida) 21 de febrero de 2013 (vuelta) | 14 de febrero de 2013 (ida) 21 de febrero de 2013 (vuelta) | 14 de febrero de 2013 (ida) 21 de febrero de 2013 (vuelta) | 14 de febrero de 2013 (ida) 21 de febrero de 2013 (vuelta) |   |                        | 7 de marzo de 2013 (ida) 14 de marzo de 2013 (vuelta) | 7 de marzo de 2013 (ida) 14 de marzo de 2013 (vuelta) | 7 de marzo de 2013 (ida) 14 de marzo de 2013 (vuelta) | 7 de marzo de 2013 (ida) 14 de marzo de 2013 (vuelta) |  |                   | 4 de abril de 2013 (ida) 11 de abril de 2013 (vuelta) | 4 de abril de 2013 (ida) 11 de abril de 2013 (vuelta) | 4 de abril de 2013 (ida) 11 de abril de 2013 (vuelta) | 4 de abril de 2013 (ida) 11 de abril de 2013 (vuelta) |  |            | 25 de abril de 2013 (ida) 2 de mayo de 2013 (vuelta) | 25 de abril de 2013 (ida) 2 de mayo de 2013 (vuelta) | 25 de abril de 2013 (ida) 2 de mayo de 2013 (vuelta) | 25 de abril de 2013 (ida) 2 de mayo de 2013 (vuelta) |  |         | 15 de mayo de 2013 Ámsterdam Arena, Ámsterdam | 15 de mayo de 2013 Ámsterdam Arena, Ámsterdam |  |
|  |                                                            |                                                            |                                                            |                                                            |   |                        |                                                       |                                                       |                                                       |                                                       |  |                   |                                                       |                                                       |                                                       |                                                       |  |            |                                                      |                                                      |                                                      |                                                      |  |         |                                               |                                               |  |
|  |                                                            |                                                            |                                                            |                                                            |   |                        |                                                       |                                                       |                                                       |                                                       |  |                   |                                                       |                                                       |                                                       |                                                       |  |            |                                                      |                                                      |                                                      |                                                      |  |         |                                               |                                               |  |
|  | Napoli                                                     | 0                                                          | 0                                                          | 0                                                          |   |                        |                                                       |                                                       |                                                       |                                                       |  |                   |                                                       |                                                       |                                                       |                                                       |  |            |                                                      |                                                      |                                                      |                                                      |  |         |                                               |                                               |  |
|  | Napoli                                                     | 0                                                          | 0                                                          | 0                                                          |   |                        |                                                       |                                                       |                                                       |                                                       |  |                   |                                                       |                                                       |                                                       |                                                       |  |            |                                                      |                                                      |                                                      |                                                      |  |         |                                               |                                               |  |
|  | Viktoria Plzeň                                             | 3                                                          | 2                                                          | 5                                                          |   |                        |                                                       |                                                       |                                                       |                                                       |  |                   |                                                       |                                                       |                                                       |                                                       |  |            |                                                      |                                                      |                                                      |                                                      |  |         |                                               |                                               |  |
|  | Viktoria Plzeň                                             | 3                                                          | 2                                                          | 5                                                          |   | Viktoria Plzeň         | 0                                                     | 1                                                     | 1                                                     |                                                       |  |                   |                                                       |                                                       |                                                       |                                                       |  |            |                                                      |                                                      |                                                      |                                                      |  |         |                                               |                                               |  |
|  |                                                            |                                                            |                                                            |                                                            |   | Viktoria Plzeň         | 0                                                     | 1                                                     | 1                                                     |                                                       |  |                   |                                                       |                                                       |                                                       |                                                       |  |            |                                                      |                                                      |                                                      |                                                      |  |         |                                               |                                               |  |
|  |                                                            |                                                            | Fenerbahçe                                                 | 1                                                          | 1 | 2                      |                                                       |                                                       |                                                       |                                                       |  |                   |                                                       |                                                       |                                                       |                                                       |  |            |                                                      |                                                      |                                                      |                                                      |  |         |                                               |                                               |  |
|  | BATE Borísov                                               | 0                                                          | Fenerbahçe                                                 | 1                                                          | 1 | 2                      | 0                                                     | 0                                                     |                                                       |                                                       |  |                   |                                                       |                                                       |                                                       |                                                       |  |            |                                                      |                                                      |                                                      |                                                      |  |         |                                               |                                               |  |
|  | BATE Borísov                                               | 0                                                          |                                                            |                                                            |   |                        |                                                       |                                                       |                                                       |                                                       |  |                   |                                                       |                                                       |                                                       |                                                       |  |            |                                                      |                                                      |                                                      |                                                      |  |         |                                               |                                               |  |
|  | Fenerbahçe                                                 | 0                                                          | 1                                                          | 1                                                          |   |                        |                                                       |                                                       |                                                       |                                                       |  |                   |                                                       |                                                       |                                                       |                                                       |  |            |                                                      |                                                      |                                                      |                                                      |  |         |                                               |                                               |  |
|  | Fenerbahçe                                                 | 0                                                          | 1                                                          | 1                                                          |   |                        |                                                       |                                                       |                                                       |                                                       |  | Fenerbahçe        | 2                                                     | 1                                                     | 3                                                     |                                                       |  |            |                                                      |                                                      |                                                      |                                                      |  |         |                                               |                                               |  |
|  |                                                            |                                                            |                                                            |                                                            |   |                        |                                                       |                                                       |                                                       |                                                       |  | Fenerbahçe        | 2                                                     | 1                                                     | 3                                                     |                                                       |  |            |                                                      |                                                      |                                                      |                                                      |  |         |                                               |                                               |  |
|  |                                                            |                                                            | Lazio                                                      | 0                                                          | 1 | 1                      |                                                       |                                                       |                                                       |                                                       |  |                   |                                                       |                                                       |                                                       |                                                       |  |            |                                                      |                                                      |                                                      |                                                      |  |         |                                               |                                               |  |
|  | Stuttgart                                                  | 1                                                          | Lazio                                                      | 0                                                          | 1 | 1                      | 2                                                     | 3                                                     |                                                       |                                                       |  |                   |                                                       |                                                       |                                                       |                                                       |  |            |                                                      |                                                      |                                                      |                                                      |  |         |                                               |                                               |  |
|  | Stuttgart                                                  | 1                                                          |                                                            |                                                            |   |                        |                                                       |                                                       |                                                       |                                                       |  |                   |                                                       |                                                       |                                                       |                                                       |  |            |                                                      |                                                      |                                                      |                                                      |  |         |                                               |                                               |  |
|  | Genk                                                       | 1                                                          | 0                                                          | 1                                                          |   |                        |                                                       |                                                       |                                                       |                                                       |  |                   |                                                       |                                                       |                                                       |                                                       |  |            |                                                      |                                                      |                                                      |                                                      |  |         |                                               |                                               |  |
|  | Genk                                                       | 1                                                          | 0                                                          | 1                                                          |   | Stuttgart              | 0                                                     | 1                                                     | 1                                                     |                                                       |  |                   |                                                       |                                                       |                                                       |                                                       |  |            |                                                      |                                                      |                                                      |                                                      |  |         |                                               |                                               |  |
|  |                                                            |                                                            |                                                            |                                                            |   | Stuttgart              | 0                                                     | 1                                                     | 1                                                     |                                                       |  |                   |                                                       |                                                       |                                                       |                                                       |  |            |                                                      |                                                      |                                                      |                                                      |  |         |                                               |                                               |  |
|  |                                                            |                                                            | Lazio                                                      | 2                                                          | 3 | 5                      |                                                       |                                                       |                                                       |                                                       |  |                   |                                                       |                                                       |                                                       |                                                       |  |            |                                                      |                                                      |                                                      |                                                      |  |         |                                               |                                               |  |
|  | B. Mönchengladbach                                         | 3                                                          | Lazio                                                      | 2                                                          | 3 | 5                      | 0                                                     | 3                                                     |                                                       |                                                       |  |                   |                                                       |                                                       |                                                       |                                                       |  |            |                                                      |                                                      |                                                      |                                                      |  |         |                                               |                                               |  |
|  | B. Mönchengladbach                                         | 3                                                          |                                                            |                                                            |   |                        |                                                       |                                                       |                                                       |                                                       |  |                   |                                                       |                                                       |                                                       |                                                       |  |            |                                                      |                                                      |                                                      |                                                      |  |         |                                               |                                               |  |
|  | Lazio                                                      | 3                                                          | 2                                                          | 5                                                          |   |                        |                                                       |                                                       |                                                       |                                                       |  |                   |                                                       |                                                       |                                                       |                                                       |  |            |                                                      |                                                      |                                                      |                                                      |  |         |                                               |                                               |  |
|  | Lazio                                                      | 3                                                          | 2                                                          | 5                                                          |   |                        |                                                       |                                                       |                                                       |                                                       |  |                   |                                                       |                                                       |                                                       |                                                       |  | Fenerbahçe | 1                                                    | 1                                                    | 2                                                    |                                                      |  |         |                                               |                                               |  |
|  |                                                            |                                                            |                                                            |                                                            |   |                        |                                                       |                                                       |                                                       |                                                       |  |                   |                                                       |                                                       |                                                       |                                                       |  | Fenerbahçe | 1                                                    | 1                                                    | 2                                                    |                                                      |  |         |                                               |                                               |  |
|  |                                                            |                                                            | Benfica                                                    | 0                                                          | 3 | 3                      |                                                       |                                                       |                                                       |                                                       |  |                   |                                                       |                                                       |                                                       |                                                       |  |            |                                                      |                                                      |                                                      |                                                      |  |         |                                               |                                               |  |
|  | Bayer Leverkusen                                           | 0                                                          | Benfica                                                    | 0                                                          | 3 | 3                      | 1                                                     | 1                                                     |                                                       |                                                       |  |                   |                                                       |                                                       |                                                       |                                                       |  |            |                                                      |                                                      |                                                      |                                                      |  |         |                                               |                                               |  |
|  | Bayer Leverkusen                                           | 0                                                          |                                                            |                                                            |   |                        |                                                       |                                                       |                                                       |                                                       |  |                   |                                                       |                                                       |                                                       |                                                       |  |            |                                                      |                                                      |                                                      |                                                      |  |         |                                               |                                               |  |
|  | Benfica                                                    | 1                                                          | 2                                                          | 3                                                          |   |                        |                                                       |                                                       |                                                       |                                                       |  |                   |                                                       |                                                       |                                                       |                                                       |  |            |                                                      |                                                      |                                                      |                                                      |  |         |                                               |                                               |  |
|  | Benfica                                                    | 1                                                          | 2                                                          | 3                                                          |   | Benfica                | 1                                                     | 3                                                     | 4                                                     |                                                       |  |                   |                                                       |                                                       |                                                       |                                                       |  |            |                                                      |                                                      |                                                      |                                                      |  |         |                                               |                                               |  |
|  |                                                            |                                                            |                                                            |                                                            |   | Benfica                | 1                                                     | 3                                                     | 4                                                     |                                                       |  |                   |                                                       |                                                       |                                                       |                                                       |  |            |                                                      |                                                      |                                                      |                                                      |  |         |                                               |                                               |  |
|  |                                                            |                                                            | Girondins de Burdeos                                       | 0                                                          | 2 | 2                      |                                                       |                                                       |                                                       |                                                       |  |                   |                                                       |                                                       |                                                       |                                                       |  |            |                                                      |                                                      |                                                      |                                                      |  |         |                                               |                                               |  |
|  | Dinamo de Kiev                                             | 1                                                          | Girondins de Burdeos                                       | 0                                                          | 2 | 2                      | 0                                                     | 1                                                     |                                                       |                                                       |  |                   |                                                       |                                                       |                                                       |                                                       |  |            |                                                      |                                                      |                                                      |                                                      |  |         |                                               |                                               |  |
|  | Dinamo de Kiev                                             | 1                                                          |                                                            |                                                            |   |                        |                                                       |                                                       |                                                       |                                                       |  |                   |                                                       |                                                       |                                                       |                                                       |  |            |                                                      |                                                      |                                                      |                                                      |  |         |                                               |                                               |  |
|  | Girondins de Burdeos                                       | 1                                                          | 1                                                          | 2                                                          |   |                        |                                                       |                                                       |                                                       |                                                       |  |                   |                                                       |                                                       |                                                       |                                                       |  |            |                                                      |                                                      |                                                      |                                                      |  |         |                                               |                                               |  |
|  | Girondins de Burdeos                                       | 1                                                          | 1                                                          | 2                                                          |   |                        |                                                       |                                                       |                                                       |                                                       |  | Benfica           | 3                                                     | 1                                                     | 4                                                     |                                                       |  |            |                                                      |                                                      |                                                      |                                                      |  |         |                                               |                                               |  |
|  |                                                            |                                                            |                                                            |                                                            |   |                        |                                                       |                                                       |                                                       |                                                       |  | Benfica           | 3                                                     | 1                                                     | 4                                                     |                                                       |  |            |                                                      |                                                      |                                                      |                                                      |  |         |                                               |                                               |  |
|  |                                                            |                                                            | Newcastle United                                           | 1                                                          | 1 | 2                      |                                                       |                                                       |                                                       |                                                       |  |                   |                                                       |                                                       |                                                       |                                                       |  |            |                                                      |                                                      |                                                      |                                                      |  |         |                                               |                                               |  |
|  | Anzhí Majachkalá                                           | 3                                                          | Newcastle United                                           | 1                                                          | 1 | 2                      | 1                                                     | 4                                                     |                                                       |                                                       |  |                   |                                                       |                                                       |                                                       |                                                       |  |            |                                                      |                                                      |                                                      |                                                      |  |         |                                               |                                               |  |
|  | Anzhí Majachkalá                                           | 3                                                          |                                                            |                                                            |   |                        |                                                       |                                                       |                                                       |                                                       |  |                   |                                                       |                                                       |                                                       |                                                       |  |            |                                                      |                                                      |                                                      |                                                      |  |         |                                               |                                               |  |
|  | Hannover 96                                                | 1                                                          | 1                                                          | 2                                                          |   |                        |                                                       |                                                       |                                                       |                                                       |  |                   |                                                       |                                                       |                                                       |                                                       |  |            |                                                      |                                                      |                                                      |                                                      |  |         |                                               |                                               |  |
|  | Hannover 96                                                | 1                                                          | 1                                                          | 2                                                          |   | Anzhí Majachkalá       | 0                                                     | 0                                                     | 0                                                     |                                                       |  |                   |                                                       |                                                       |                                                       |                                                       |  |            |                                                      |                                                      |                                                      |                                                      |  |         |                                               |                                               |  |
|  |                                                            |                                                            |                                                            |                                                            |   | Anzhí Majachkalá       | 0                                                     | 0                                                     | 0                                                     |                                                       |  |                   |                                                       |                                                       |                                                       |                                                       |  |            |                                                      |                                                      |                                                      |                                                      |  |         |                                               |                                               |  |
|  |                                                            |                                                            | Newcastle United                                           | 0                                                          | 1 | 1                      |                                                       |                                                       |                                                       |                                                       |  |                   |                                                       |                                                       |                                                       |                                                       |  |            |                                                      |                                                      |                                                      |                                                      |  |         |                                               |                                               |  |
|  | Newcastle United                                           | 0                                                          | Newcastle United                                           | 0                                                          | 1 | 1                      | 1                                                     | 1                                                     |                                                       |                                                       |  |                   |                                                       |                                                       |                                                       |                                                       |  |            |                                                      |                                                      |                                                      |                                                      |  |         |                                               |                                               |  |
|  | Newcastle United                                           | 0                                                          |                                                            |                                                            |   |                        |                                                       |                                                       |                                                       |                                                       |  |                   |                                                       |                                                       |                                                       |                                                       |  |            |                                                      |                                                      |                                                      |                                                      |  |         |                                               |                                               |  |
|  | Metalist Járkov                                            | 0                                                          | 0                                                          | 0                                                          |   |                        |                                                       |                                                       |                                                       |                                                       |  |                   |                                                       |                                                       |                                                       |                                                       |  |            |                                                      |                                                      |                                                      |                                                      |  |         |                                               |                                               |  |
|  | Metalist Járkov                                            | 0                                                          | 0                                                          | 0                                                          |   |                        |                                                       |                                                       |                                                       |                                                       |  |                   |                                                       |                                                       |                                                       |                                                       |  |            |                                                      |                                                      |                                                      |                                                      |  | Benfica | 1                                             |                                               |  |
|  |                                                            |                                                            |                                                            |                                                            |   |                        |                                                       |                                                       |                                                       |                                                       |  |                   |                                                       |                                                       |                                                       |                                                       |  |            |                                                      |                                                      |                                                      |                                                      |  | Benfica | 1                                             |                                               |  |
|  |                                                            |                                                            | Chelsea                                                    | 2                                                          |   |                        |                                                       |                                                       |                                                       |                                                       |  |                   |                                                       |                                                       |                                                       |                                                       |  |            |                                                      |                                                      |                                                      |                                                      |  |         |                                               |                                               |  |
|  | Tottenham Hotspur                                          | 2                                                          | Chelsea                                                    | 2                                                          | 1 | 3                      |                                                       |                                                       |                                                       |                                                       |  |                   |                                                       |                                                       |                                                       |                                                       |  |            |                                                      |                                                      |                                                      |                                                      |  |         |                                               |                                               |  |
|  | Tottenham Hotspur                                          | 2                                                          |                                                            |                                                            |   |                        |                                                       |                                                       |                                                       |                                                       |  |                   |                                                       |                                                       |                                                       |                                                       |  |            |                                                      |                                                      |                                                      |                                                      |  |         |                                               |                                               |  |
|  | Olympique de Lyon                                          | 1                                                          | 1                                                          | 2                                                          |   |                        |                                                       |                                                       |                                                       |                                                       |  |                   |                                                       |                                                       |                                                       |                                                       |  |            |                                                      |                                                      |                                                      |                                                      |  |         |                                               |                                               |  |
|  | Olympique de Lyon                                          | 1                                                          | 1                                                          | 2                                                          |   | Tottenham (t. s.) (v.) | 3                                                     | 1                                                     | 4                                                     |                                                       |  |                   |                                                       |                                                       |                                                       |                                                       |  |            |                                                      |                                                      |                                                      |                                                      |  |         |                                               |                                               |  |
|  |                                                            |                                                            |                                                            |                                                            |   | Tottenham (t. s.) (v.) | 3                                                     | 1                                                     | 4                                                     |                                                       |  |                   |                                                       |                                                       |                                                       |                                                       |  |            |                                                      |                                                      |                                                      |                                                      |  |         |                                               |                                               |  |
|  |                                                            |                                                            | Inter de Milán                                             | 0                                                          | 4 | 4                      |                                                       |                                                       |                                                       |                                                       |  |                   |                                                       |                                                       |                                                       |                                                       |  |            |                                                      |                                                      |                                                      |                                                      |  |         |                                               |                                               |  |
|  | Inter de Milán                                             | 2                                                          | Inter de Milán                                             | 0                                                          | 4 | 4                      | 3                                                     | 5                                                     |                                                       |                                                       |  |                   |                                                       |                                                       |                                                       |                                                       |  |            |                                                      |                                                      |                                                      |                                                      |  |         |                                               |                                               |  |
|  | Inter de Milán                                             | 2                                                          |                                                            |                                                            |   |                        |                                                       |                                                       |                                                       |                                                       |  |                   |                                                       |                                                       |                                                       |                                                       |  |            |                                                      |                                                      |                                                      |                                                      |  |         |                                               |                                               |  |
|  | CFR Cluj                                                   | 0                                                          | 0                                                          | 0                                                          |   |                        |                                                       |                                                       |                                                       |                                                       |  |                   |                                                       |                                                       |                                                       |                                                       |  |            |                                                      |                                                      |                                                      |                                                      |  |         |                                               |                                               |  |
|  | CFR Cluj                                                   | 0                                                          | 0                                                          | 0                                                          |   |                        |                                                       |                                                       |                                                       |                                                       |  | Tottenham Hotspur | 2                                                     | 2                                                     | 4 (1)                                                 |                                                       |  |            |                                                      |                                                      |                                                      |                                                      |  |         |                                               |                                               |  |
|  |                                                            |                                                            |                                                            |                                                            |   |                        |                                                       |                                                       |                                                       |                                                       |  | Tottenham Hotspur | 2                                                     | 2                                                     | 4 (1)                                                 |                                                       |  |            |                                                      |                                                      |                                                      |                                                      |  |         |                                               |                                               |  |
|  |                                                            |                                                            | Basilea (p.)                                               | 2                                                          | 2 | 4 (4)                  |                                                       |                                                       |                                                       |                                                       |  |                   |                                                       |                                                       |                                                       |                                                       |  |            |                                                      |                                                      |                                                      |                                                      |  |         |                                               |                                               |  |
|  | Basilea                                                    | 2                                                          | Basilea (p.)                                               | 2                                                          | 2 | 4 (4)                  | 1                                                     | 3                                                     |                                                       |                                                       |  |                   |                                                       |                                                       |                                                       |                                                       |  |            |                                                      |                                                      |                                                      |                                                      |  |         |                                               |                                               |  |
|  | Basilea                                                    | 2                                                          |                                                            |                                                            |   |                        |                                                       |                                                       |                                                       |                                                       |  |                   |                                                       |                                                       |                                                       |                                                       |  |            |                                                      |                                                      |                                                      |                                                      |  |         |                                               |                                               |  |
|  | Dnipro Dnipropetrovsk                                      | 0                                                          | 1                                                          | 1                                                          |   |                        |                                                       |                                                       |                                                       |                                                       |  |                   |                                                       |                                                       |                                                       |                                                       |  |            |                                                      |                                                      |                                                      |                                                      |  |         |                                               |                                               |  |
|  | Dnipro Dnipropetrovsk                                      | 0                                                          | 1                                                          | 1                                                          |   | Basilea                | 2                                                     | 0                                                     | 2                                                     |                                                       |  |                   |                                                       |                                                       |                                                       |                                                       |  |            |                                                      |                                                      |                                                      |                                                      |  |         |                                               |                                               |  |
|  |                                                            |                                                            |                                                            |                                                            |   | Basilea                | 2                                                     | 0                                                     | 2                                                     |                                                       |  |                   |                                                       |                                                       |                                                       |                                                       |  |            |                                                      |                                                      |                                                      |                                                      |  |         |                                               |                                               |  |
|  |                                                            |                                                            | Zenit                                                      | 0                                                          | 1 | 1                      |                                                       |                                                       |                                                       |                                                       |  |                   |                                                       |                                                       |                                                       |                                                       |  |            |                                                      |                                                      |                                                      |                                                      |  |         |                                               |                                               |  |
|  | Zenit (v.)                                                 | 2                                                          | Zenit                                                      | 0                                                          | 1 | 1                      | 1                                                     | 3                                                     |                                                       |                                                       |  |                   |                                                       |                                                       |                                                       |                                                       |  |            |                                                      |                                                      |                                                      |                                                      |  |         |                                               |                                               |  |
|  | Zenit (v.)                                                 | 2                                                          |                                                            |                                                            |   |                        |                                                       |                                                       |                                                       |                                                       |  |                   |                                                       |                                                       |                                                       |                                                       |  |            |                                                      |                                                      |                                                      |                                                      |  |         |                                               |                                               |  |
|  | Liverpool                                                  | 0                                                          | 3                                                          | 3                                                          |   |                        |                                                       |                                                       |                                                       |                                                       |  |                   |                                                       |                                                       |                                                       |                                                       |  |            |                                                      |                                                      |                                                      |                                                      |  |         |                                               |                                               |  |
|  | Liverpool                                                  | 0                                                          | 3                                                          | 3                                                          |   |                        |                                                       |                                                       |                                                       |                                                       |  |                   |                                                       |                                                       |                                                       |                                                       |  | Basilea    | 1                                                    | 1                                                    | 2                                                    |                                                      |  |         |                                               |                                               |  |
|  |                                                            |                                                            |                                                            |                                                            |   |                        |                                                       |                                                       |                                                       |                                                       |  |                   |                                                       |                                                       |                                                       |                                                       |  | Basilea    | 1                                                    | 1                                                    | 2                                                    |                                                      |  |         |                                               |                                               |  |
|  |                                                            |                                                            | Chelsea                                                    | 2                                                          | 3 | 5                      |                                                       |                                                       |                                                       |                                                       |  |                   |                                                       |                                                       |                                                       |                                                       |  |            |                                                      |                                                      |                                                      |                                                      |  |         |                                               |                                               |  |
|  | Ajax                                                       | 2                                                          | Chelsea                                                    | 2                                                          | 3 | 5                      | 0                                                     | 2 (2)                                                 |                                                       |                                                       |  |                   |                                                       |                                                       |                                                       |                                                       |  |            |                                                      |                                                      |                                                      |                                                      |  |         |                                               |                                               |  |
|  | Ajax                                                       | 2                                                          |                                                            |                                                            |   |                        |                                                       |                                                       |                                                       |                                                       |  |                   |                                                       |                                                       |                                                       |                                                       |  |            |                                                      |                                                      |                                                      |                                                      |  |         |                                               |                                               |  |
|  | Steaua de Bucarest (p.)                                    | 0                                                          | 2                                                          | 2 (4)                                                      |   |                        |                                                       |                                                       |                                                       |                                                       |  |                   |                                                       |                                                       |                                                       |                                                       |  |            |                                                      |                                                      |                                                      |                                                      |  |         |                                               |                                               |  |
|  | Steaua de Bucarest (p.)                                    | 0                                                          | 2                                                          | 2 (4)                                                      |   | Steaua de Bucarest     | 1                                                     | 1                                                     | 2                                                     |                                                       |  |                   |                                                       |                                                       |                                                       |                                                       |  |            |                                                      |                                                      |                                                      |                                                      |  |         |                                               |                                               |  |
|  |                                                            |                                                            |                                                            |                                                            |   | Steaua de Bucarest     | 1                                                     | 1                                                     | 2                                                     |                                                       |  |                   |                                                       |                                                       |                                                       |                                                       |  |            |                                                      |                                                      |                                                      |                                                      |  |         |                                               |                                               |  |
|  |                                                            |                                                            | Chelsea                                                    | 0                                                          | 3 | 3                      |                                                       |                                                       |                                                       |                                                       |  |                   |                                                       |                                                       |                                                       |                                                       |  |            |                                                      |                                                      |                                                      |                                                      |  |         |                                               |                                               |  |
|  | Sparta Praga                                               | 0                                                          | Chelsea                                                    | 0                                                          | 3 | 3                      | 1                                                     | 1                                                     |                                                       |                                                       |  |                   |                                                       |                                                       |                                                       |                                                       |  |            |                                                      |                                                      |                                                      |                                                      |  |         |                                               |                                               |  |
|  | Sparta Praga                                               | 0                                                          |                                                            |                                                            |   |                        |                                                       |                                                       |                                                       |                                                       |  |                   |                                                       |                                                       |                                                       |                                                       |  |            |                                                      |                                                      |                                                      |                                                      |  |         |                                               |                                               |  |
|  | Chelsea                                                    | 1                                                          | 1                                                          | 2                                                          |   |                        |                                                       |                                                       |                                                       |                                                       |  |                   |                                                       |                                                       |                                                       |                                                       |  |            |                                                      |                                                      |                                                      |                                                      |  |         |                                               |                                               |  |
|  | Chelsea                                                    | 1                                                          | 1                                                          | 2                                                          |   |                        |                                                       |                                                       |                                                       |                                                       |  | Chelsea           | 3                                                     | 2                                                     | 5                                                     |                                                       |  |            |                                                      |                                                      |                                                      |                                                      |  |         |                                               |                                               |  |
|  |                                                            |                                                            |                                                            |                                                            |   |                        |                                                       |                                                       |                                                       |                                                       |  | Chelsea           | 3                                                     | 2                                                     | 5                                                     |                                                       |  |            |                                                      |                                                      |                                                      |                                                      |  |         |                                               |                                               |  |
|  |                                                            |                                                            | Rubin Kazán                                                | 1                                                          | 3 | 4                      |                                                       |                                                       |                                                       |                                                       |  |                   |                                                       |                                                       |                                                       |                                                       |  |            |                                                      |                                                      |                                                      |                                                      |  |         |                                               |                                               |  |
|  | Levante                                                    | 3                                                          | Rubin Kazán                                                | 1                                                          | 3 | 4                      | 1                                                     | 4                                                     |                                                       |                                                       |  |                   |                                                       |                                                       |                                                       |                                                       |  |            |                                                      |                                                      |                                                      |                                                      |  |         |                                               |                                               |  |
|  | Levante                                                    | 3                                                          |                                                            |                                                            |   |                        |                                                       |                                                       |                                                       |                                                       |  |                   |                                                       |                                                       |                                                       |                                                       |  |            |                                                      |                                                      |                                                      |                                                      |  |         |                                               |                                               |  |
|  | Olympiacos                                                 | 0                                                          | 0                                                          | 0                                                          |   |                        |                                                       |                                                       |                                                       |                                                       |  |                   |                                                       |                                                       |                                                       |                                                       |  |            |                                                      |                                                      |                                                      |                                                      |  |         |                                               |                                               |  |
|  | Olympiacos                                                 | 0                                                          | 0                                                          | 0                                                          |   | Levante                | 0                                                     | 0                                                     | 0                                                     |                                                       |  |                   |                                                       |                                                       |                                                       |                                                       |  |            |                                                      |                                                      |                                                      |                                                      |  |         |                                               |                                               |  |
|  |                                                            |                                                            |                                                            |                                                            |   | Levante                | 0                                                     | 0                                                     | 0                                                     |                                                       |  |                   |                                                       |                                                       |                                                       |                                                       |  |            |                                                      |                                                      |                                                      |                                                      |  |         |                                               |                                               |  |
|  |                                                            |                                                            | Rubin Kazán (t. s.)                                        | 0                                                          | 2 | 2                      |                                                       |                                                       |                                                       |                                                       |  |                   |                                                       |                                                       |                                                       |                                                       |  |            |                                                      |                                                      |                                                      |                                                      |  |         |                                               |                                               |  |
|  | Atlético de Madrid                                         | 0                                                          | Rubin Kazán (t. s.)                                        | 0                                                          | 2 | 2                      | 1                                                     | 1                                                     |                                                       |                                                       |  |                   |                                                       |                                                       |                                                       |                                                       |  |            |                                                      |                                                      |                                                      |                                                      |  |         |                                               |                                               |  |
|  | Atlético de Madrid                                         | 0                                                          |                                                            |                                                            |   |                        |                                                       |                                                       |                                                       |                                                       |  |                   |                                                       |                                                       |                                                       |                                                       |  |            |                                                      |                                                      |                                                      |                                                      |  |         |                                               |                                               |  |
|  | Rubin Kazán                                                | 2                                                          | 0                                                          | 2                                                          |   |                        |                                                       |                                                       |                                                       |                                                       |  |                   |                                                       |                                                       |                                                       |                                                       |  |            |                                                      |                                                      |                                                      |                                                      |  |         |                                               |                                               |  |
|  | Rubin Kazán                                                | 2                                                          | 0                                                          | 2                                                          |   |                        |                                                       |                                                       |                                                       |                                                       |  |                   |                                                       |                                                       |                                                       |                                                       |  |            |                                                      |                                                      |                                                      |                                                      |  |         |                                               |                                               |  |
|  |                                                            |                                                            |                                                            |                                                            |   |                        |                                                       |                                                       |                                                       |                                                       |  |                   |                                                       |                                                       |                                                       |                                                       |  |            |                                                      |                                                      |                                                      |                                                      |  |         |                                               |                                               |  |

### Octavos de final

#### Viktoria Plzeň - Fenerbahçe
| 7 de marzo de 2013 | Viktoria Plzen | 0:1 (0:1) | Fenerbahçe | Stadion města Plzně, Pilsen                                 |                                                             |
|                    |                | Reporte   | Webó 81'   | Asistencia: 11 701 espectadores Árbitro(s): Gianluca Rocchi | Asistencia: 11 701 espectadores Árbitro(s): Gianluca Rocchi |

| 14 de marzo de 2013 | Fenerbahçe | 1:1 (1:0) | Viktoria Plzen | Şükrü Saracoğlu Stadium, Estambul                   |                                                     |
|                     | Uçan 44'   | Reporte   | Darida 61'     | Asistencia: 0 espectadores Árbitro(s): Manuel Gräfe | Asistencia: 0 espectadores Árbitro(s): Manuel Gräfe |

#### Benfica - Girondins Bordeaux
| 7 de marzo de 2013 | Benfica             | 1:0 (1:0) | Girondins Bordeaux | Estádio da Luz, Lisboa                                 |                                                        |
|                    | Carrasso 21' (a.g.) | Reporte   |                    | Asistencia: 47 000 espectadores Árbitro(s): Alon Yefet | Asistencia: 47 000 espectadores Árbitro(s): Alon Yefet |

| 14 de marzo de 2013 | Girondins Bordeaux                | 2:3 (0:1) | Benfica                        | Stade Jacques Chaban-Delmas, Burdeos                       |                                                            |
|                     | Diabaté 74' · Jardel 90+1' (a.g.) | Reporte   | Jardel 30' · Cardozo 75' 90+2' | Asistencia: 26 609 espectadores Árbitro(s): Ovidiu Haţegan | Asistencia: 26 609 espectadores Árbitro(s): Ovidiu Haţegan |

#### Anzhí Majachkalá - Newcastle United
| 7 de marzo de 2013 | Anzhí Majachkalá | 0:0     | Newcastle United | Estadio Olímpico Luzhnikí, Moscú                      |                                                       |
|                    |                  | Reporte |                  | Asistencia: 5 000 espectadores Árbitro(s): István Vad | Asistencia: 5 000 espectadores Árbitro(s): István Vad |

| 14 de marzo de 2013 | Newcastle United | 1:0 (0:0) | Anzhí Majachkalá | St James' Park, Newcastle upon Tyne                       |                                                           |
|                     | Cissé 90+3'      | Reporte   |                  | Asistencia: 45 487 espectadores Árbitro(s): Deniz Aytekin | Asistencia: 45 487 espectadores Árbitro(s): Deniz Aytekin |

#### Stuttgart - Lazio
| 7 de marzo de 2013 | Stuttgart | 0:2 (0:1) | Lazio                   | VfB Arena, Stuttgart                                        |                                                             |
|                    |           | Reporte   | Ederson 21' · Onazi 56' | Asistencia: 28 750 espectadores Árbitro(s): Alexandru Tudor | Asistencia: 28 750 espectadores Árbitro(s): Alexandru Tudor |

| 14 de marzo de 2013 | Lazio           | 3:1 (2:0) | Stuttgart  | Estadio Olímpico de Roma, Roma                          |                                                         |
|                     | Kozák 6' 8' 87' | Reporte   | Hajnal 62' | Asistencia: 0 espectadores Árbitro(s): Tom Harald Hagen | Asistencia: 0 espectadores Árbitro(s): Tom Harald Hagen |

#### Tottenham Hotspur - Internazionale
| 7 de marzo de 2013 | Tottenham Hotspur                         | 3:0 (2:0) | Internazionale | White Hart Lane, Londres                                        |                                                                 |
|                    | Bale 6' · Sigurðsson 18' · Vertonghen 53' | Reporte   |                | Asistencia: 34 353 espectadores Árbitro(s): Antonio Mateu Lahoz | Asistencia: 34 353 espectadores Árbitro(s): Antonio Mateu Lahoz |

| 14 de marzo de 2013 | Internazionale                                               | 4:1 (1:0; 3:0) | Tottenham Hotspur | Estadio Giuseppe Meazza, Milán                         |                                                        |
|                     | Cassano 20' · Palacio 52' · Gallas 75' (a.g.) · Álvarez 110' | Reporte        | Adebayor 96'      | Asistencia: 18 241 espectadores Árbitro(s): Ivan Bebek | Asistencia: 18 241 espectadores Árbitro(s): Ivan Bebek |

#### Levante - Rubin Kazán
| 7 de marzo de 2013 | Levante | 0:0     | Rubin Kazán | Estadio Ciudad de Valencia, Valencia                       |                                                            |
|                    |         | Reporte |             | Asistencia: 18 000 espectadores Árbitro(s): Antony Gautier | Asistencia: 18 000 espectadores Árbitro(s): Antony Gautier |

| 14 de marzo de 2013 | Rubin Kazán                | 2:0 (0:0; 0:0) | Levante | Estadio Olímpico Luzhnikí, Moscú                              |                                                               |
|                     | Rondón 100' · Dyadyun 112' | Reporte        |         | Asistencia: 1 889 espectadores Árbitro(s): Aleksandar Stavrev | Asistencia: 1 889 espectadores Árbitro(s): Aleksandar Stavrev |

#### Basel - Zenit San Petersburgo
| 7 de marzo de 2013 | Basel                        | 2:0 (0:0) | Zenit San Petersburgo | St. Jakob-Park, Basilea                                    |                                                            |
|                    | Díaz 83' · Frei 90+4' (pen.) | Reporte   |                       | Asistencia: 15 008 espectadores Árbitro(s): Daniele Orsato | Asistencia: 15 008 espectadores Árbitro(s): Daniele Orsato |

| 7 de marzo de 2013 | Zenit San Petersburgo | 1:0 (1:0) | Basel | Estadio Petrovsky, San Petersburgo                    |                                                       |
|                    | Witsel 30'            | Reporte   |       | Asistencia: 19 500 espectadores Árbitro(s): Pawel Gil | Asistencia: 19 500 espectadores Árbitro(s): Pawel Gil |

#### Steaua Bucarest - Chelsea
| 7 de marzo de 2013 | Steaua Bucareșt    | 1:0 (1:0) | Chelsea | Arena Națională, Bucarest                                  |                                                            |
|                    | Rusescu 34' (pen.) | Reporte   |         | Asistencia: 45 000 espectadores Árbitro(s): Sergei Karasev | Asistencia: 45 000 espectadores Árbitro(s): Sergei Karasev |

| 14 de marzo de 2013 | Chelsea                           | 3:1 (1:1) | Steaua Bucareșt | Stamford Bridge, Londres                                    |                                                             |
|                     | Mata 33' · Terry 58' · Torres 71' | Reporte   | Chiricheș 45'   | Asistencia: 28 817 espectadores Árbitro(s): Stéphane Lannoy | Asistencia: 28 817 espectadores Árbitro(s): Stéphane Lannoy |

### Cuartos de final

#### Chelsea - Rubin Kazán
| 4 de abril de 2013 | Chelsea                    | 3:1 (2:1) | Rubin Kazán       | Stamford Bridge, Londres                                    |                                                             |
|                    | Torres 16' 70' · Moses 32' | Reporte   | Natcho 41' (pen.) | Asistencia: 32 994 espectadores Árbitro(s): Gianluca Rocchi | Asistencia: 32 994 espectadores Árbitro(s): Gianluca Rocchi |

| 11 de abril de 2013 | Rubin Kazán                                     | 3:2 (0:1) | Chelsea               | Estadio Olímpico Luzhnikí, Moscú                          |                                                           |
|                     | Marcano 51' · Karadeniz 62' · Natcho 75' (pen.) | Reporte   | Torres 5' · Moses 55' | Asistencia: 18 410 espectadores Árbitro(s): Fırat Aydınus | Asistencia: 18 410 espectadores Árbitro(s): Fırat Aydınus |

#### Tottenham Hotspur - Basel
| 4 de abril de 2013 | Tottenham Hotspur             | 2:2 (1:2) | Basel                  | White Hart Lane, Londres                                  |                                                           |
|                    | Adebayor 40' · Sigurdsson 58' | Reporte   | Stocker 30' · Frei 34' | Asistencia: 32 136 espectadores Árbitro(s): Milorad Mažić | Asistencia: 32 136 espectadores Árbitro(s): Milorad Mažić |

| 11 de abril de 2013 | Basel                          | 2:2 (1:1 ; 2:2) (4 – 1 p.) | Tottenham Hotspur                   | St. Jakob Park, Basilea                                          |                                                                  |
|                     | Salah 27' · Dragović 49'       | Reporte                    | Dempsey 23' 83'                     | Asistencia: 38 500 espectadores Árbitro(s): Olegário Benquerença | Asistencia: 38 500 espectadores Árbitro(s): Olegário Benquerença |
|                     |                                | Tiros desde el punto penal |                                     |                                                                  |                                                                  |
|                     | Schär · Streller · Frei · Díaz |                            | Huddlestone · Sigurðsson · Adebayor |                                                                  |                                                                  |

#### Fenerbahçe - Lazio
| 4 de abril de 2013 | Fenerbahçe                   | 2:0 (0:0) | Lazio | Şükrü Saracoğlu Stadium, Estambul                          |                                                            |
|                    | Webó 78' (pen.) · Kuyt 90+1' | Reporte   |       | Asistencia: 43 629 espectadores Árbitro(s): William Collum | Asistencia: 43 629 espectadores Árbitro(s): William Collum |

| 11 de abril de 2013 | Lazio     | 1:1 (0:0) | Fenerbahçe      | Estadio Olímpico de Roma, Roma                        |                                                       |
|                     | Lulić 60' | Reporte   | Caner Erkin 73' | Asistencia: 0 espectadores Árbitro(s): Pavel Královec | Asistencia: 0 espectadores Árbitro(s): Pavel Královec |

#### Benfica - Newcastle United
| 4 de abril de 2013 | Benfica                                     | 3:1 (1:1) | Newcastle United | Estádio da Luz, Lisboa                                     |                                                            |
|                    | Rodrigo 25' · Lima 65' · Cardozo 71' (pen.) | Reporte   | Cissé 12'        | Asistencia: 44 133 espectadores Árbitro(s): Antony Gautier | Asistencia: 44 133 espectadores Árbitro(s): Antony Gautier |

| 11 de abril de 2013 | Newcastle United | 1:1 (0:0) | Benfica      | St James' Park, Newcastle upon Tyne                    |                                                        |
|                     | Cissé 71'        | Reporte   | Salvio 90+2' | Asistencia: 52 157 espectadores Árbitro(s): Ivan Bebek | Asistencia: 52 157 espectadores Árbitro(s): Ivan Bebek |

### Semifinales

#### Fenerbahçe - Benfica
| 25 de abril de 2013 | Fenerbahçe  | 1:0 (0:0) | Benfica | Şükrü Saracoğlu Stadium, Estambul                         |                                                           |
|                     | Korkmaz 72' | Reporte   |         | Asistencia: 43 936 espectadores Árbitro(s): Milorad Mažić | Asistencia: 43 936 espectadores Árbitro(s): Milorad Mažić |

| 2 de mayo de 2013 | Benfica                     | 3:1 (2:1) | Fenerbahçe      | Estádio da Luz, Lisboa                                      |                                                             |
|                   | Gaitán 9' · Cardozo 35' 66' | Reporte   | Kuyt 23' (pen.) | Asistencia: 55 402 espectadores Árbitro(s): Stéphane Lannoy | Asistencia: 55 402 espectadores Árbitro(s): Stéphane Lannoy |

#### Basel - Chelsea
| 25 de abril de 2013 | Basel            | 1:2 (0:1) | Chelsea                      | St. Jakob Park, Basilea                                    |                                                            |
|                     | Schär 87' (pen.) | Reporte   | Moses 12' · David Luiz 90+3' | Asistencia: 36 000 espectadores Árbitro(s): Pavel Královec | Asistencia: 36 000 espectadores Árbitro(s): Pavel Královec |

| 2 de mayo de 2013 | Chelsea                                 | 3:1 (0:1) | Basel       | Stamford Bridge, Londres                                   |                                                            |
|                   | Torres 50' · Moses 52' · David Luiz 59' | Reporte   | Salah 45+1' | Asistencia: 39 403 espectadores Árbitro(s): Jonas Eriksson | Asistencia: 39 403 espectadores Árbitro(s): Jonas Eriksson |

### Final
| 1          | POR        | Artur Moraes      |     |
| 34         | DEF        | André Almeida     |     |
| 4          | DEF        | Luisão            |     |
| 24         | DEF        | Ezequiel Garay    | 78' |
| 25         | DEF        | Lorenzo Melgarejo | 66' |
| 21         | MED        | Nemanja Matić     |     |
| 20         | MED        | Nicolás Gaitán    |     |
| 35         | MED        | Enzo Pérez        |     |
| 18         | DEL        | Eduardo Salvio    |     |
| 19         | DEL        | Rodrigo           | 66' |
| 7          | DEL        | Óscar Cardozo     |     |
| Entrenador | Entrenador | Jorge Jesus       |     |

| 1          | POR        | Petr Čech          |  |
| 28         | DEF        | César Azpilicueta  |  |
| 24         | DEF        | Gary Cahill        |  |
| 2          | DEF        | Branislav Ivanović |  |
| 3          | DEF        | Ashley Cole        |  |
| 4          | MED        | David Luiz         |  |
| 7          | MED        | Ramires            |  |
| 8          | MED        | Frank Lampard      |  |
| 11         | MED        | Oscar              |  |
| 10         | MED        | Juan Mata          |  |
| 9          | DEL        | Fernando Torres    |  |
| Entrenador | Entrenador | Rafael Benítez     |  |

| 11 | DEL | Lima     | 66' |
| 15 | DEL | Ola John | 66' |
| 33 | DEF | Jardel   | 78' |

| Anotado · Penal | 68' | Óscar Cardozo | 1-1 |

| Anotado | 60'   | Fernando Torres    | 0-1 |
| Anotado | 90+3' | Branislav Ivanović | 1-2 |

| Amonestado | 56' | Ezequiel Garay |
| Amonestado | 61' | Luisão         |

| Amonestado | 14' | Oscar |

| Árbitro                         | Björn Kuipers     |
| Árbitros asistentes             | Sander van Roekel |
| Árbitros asistentes             | Erwin Zeinstra    |
| Árbitros asistentes adicionales | Pol van Boekel    |
| Árbitros asistentes adicionales | Richard Liesveld  |
| Cuarto Árbitro                  | Felix Brych       |

| 1          | POR        | Artur Moraes      |     |
| 34         | DEF        | André Almeida     |     |
| 4          | DEF        | Luisão            |     |
| 24         | DEF        | Ezequiel Garay    | 78' |
| 25         | DEF        | Lorenzo Melgarejo | 66' |
| 21         | MED        | Nemanja Matić     |     |
| 20         | MED        | Nicolás Gaitán    |     |
| 35         | MED        | Enzo Pérez        |     |
| 18         | DEL        | Eduardo Salvio    |     |
| 19         | DEL        | Rodrigo           | 66' |
| 7          | DEL        | Óscar Cardozo     |     |
| Entrenador | Entrenador | Jorge Jesus       |     |

| 1          | POR        | Petr Čech          |  |
| 28         | DEF        | César Azpilicueta  |  |
| 24         | DEF        | Gary Cahill        |  |
| 2          | DEF        | Branislav Ivanović |  |
| 3          | DEF        | Ashley Cole        |  |
| 4          | MED        | David Luiz         |  |
| 7          | MED        | Ramires            |  |
| 8          | MED        | Frank Lampard      |  |
| 11         | MED        | Oscar              |  |
| 10         | MED        | Juan Mata          |  |
| 9          | DEL        | Fernando Torres    |  |
| Entrenador | Entrenador | Rafael Benítez     |  |

| 11 | DEL | Lima     | 66' |
| 15 | DEL | Ola John | 66' |
| 33 | DEF | Jardel   | 78' |

| Anotado · Penal | 68' | Óscar Cardozo | 1-1 |

| Anotado | 60'   | Fernando Torres    | 0-1 |
| Anotado | 90+3' | Branislav Ivanović | 1-2 |

| Amonestado | 56' | Ezequiel Garay |
| Amonestado | 61' | Luisão         |

| Amonestado | 14' | Oscar |

| Árbitro                         | Björn Kuipers     |
| Árbitros asistentes             | Sander van Roekel |
| Árbitros asistentes             | Erwin Zeinstra    |
| Árbitros asistentes adicionales | Pol van Boekel    |
| Árbitros asistentes adicionales | Richard Liesveld  |
| Cuarto Árbitro                  | Felix Brych       |

| Estadísticas    | Bandera de Portugal | Bandera de Inglaterra |
| --------------- | ------------------- | --------------------- |
| Tiros           | 17                  | 11                    |
| Tiros al arco   | 11                  | 7                     |
| Faltas          | 18                  | 18                    |
| Penales         | 1                   | 0                     |
| Fueras de juego | 1                   | 8                     |

|                             |
| Bandera de Inglaterra       |
| Campeón Chelsea 1.er título |

## Goleadores
| Libor Kozák                              | Lazio          | 8 | 613' |
| Edinson Cavani                           | Napoli         | 7 | 462' |
| Óscar Cardozo                            | Benfica        | 7 | 585' |
| Rodrigo Palacio                          | Internazionale | 6 | 436' |
| Fernando Torres                          | Chelsea        | 6 | 810' |
| Salomón Rondón                           | Rubin Kazán    | 5 | 976' |
| Última actualización: 15 de mayo de 2013 |                |   |      |

## Asistentes
| Jugador                                  | Equipo         | Asistencias | Minutos |
| ---------------------------------------- | -------------- | ----------- | ------- |
| José Javier Barkero                      | Levante        | 6           | 477'    |
| Juan Mata                                | Chelsea        | 6           | 491'    |
| Fredy Guarín                             | Internazionale | 4           | 568'    |
| Frank Lampard                            | Chelsea        | 4           | 619'    |
| Mohamed Salah                            | Basel          | 4           | 948'    |
| Última actualización: 15 de mayo de 2013 |                |             |         |

## Estadísticas generales
| Equipo | Equipo                     | Pts | PJ | PG | PE | PP | GF | GC | Dif | Rend   |
| ------ | -------------------------- | --- | -- | -- | -- | -- | -- | -- | --- | ------ |
| 1      | Chelsea                    | 20  | 9  | 6  | 1  | 2  | 17 | 10 | +7  | 74,07% |
| 2      | Benfica                    | 19  | 9  | 6  | 1  | 2  | 15 | 9  | +6  | 70,37% |
| 3      | Fenerbahçe                 | 28  | 14 | 8  | 4  | 2  | 18 | 12 | +6  | 66,66% |
| 4      | Basel                      | 18  | 14 | 4  | 6  | 4  | 18 | 15 | +3  | 42,85% |
| 5      | Rubin Kazán                | 24  | 12 | 7  | 3  | 2  | 18 | 9  | +9  | 66,67% |
| 6      | Lazio                      | 23  | 12 | 6  | 5  | 1  | 20 | 9  | +11 | 63,89% |
| 7      | Tottenham Hotspur          | 19  | 12 | 4  | 7  | 1  | 19 | 14 | +5  | 52,77% |
| 8      | Newcastle United           | 18  | 12 | 4  | 6  | 2  | 8  | 5  | +3  | 50,00% |
| 9      | FC Viktoria Plzen          | 20  | 10 | 6  | 2  | 2  | 17 | 6  | +11 | 66,67% |
| 10     | Internazionale             | 20  | 10 | 6  | 2  | 2  | 20 | 13 | +7  | 66,67% |
| 11     | Levante                    | 18  | 10 | 5  | 3  | 2  | 14 | 7  | +7  | 60,00% |
| 12     | Girondins de Bordeaux      | 17  | 10 | 5  | 2  | 3  | 14 | 10 | +4  | 56,67% |
| 13     | Steaua Bucarest            | 17  | 10 | 5  | 2  | 3  | 13 | 14 | -1  | 58,33% |
| 14     | Anzhi Majachkalá           | 15  | 10 | 4  | 3  | 3  | 11 | 7  | +4  | 50,00% |
| 15     | Zenit                      | 3   | 2  | 1  | 0  | 1  | 1  | 2  | -1  | 50,00% |
| 16     | VfB Stuttgart              | 12  | 10 | 3  | 3  | 4  | 13 | 12 | +1  | 40,00% |
| 17     | Olympique de Lyon          | 17  | 8  | 5  | 2  | 1  | 16 | 11 | +5  | 70,83% |
| 18     | Dnipro Dnipropetrovsk      | 16  | 8  | 5  | 1  | 2  | 17 | 11 | +6  | 66,67% |
| 19     | Atlético de Madrid         | 15  | 8  | 5  | 0  | 3  | 8  | 6  | +2  | 62,50% |
| 20     | Metalist Járkov            | 14  | 8  | 4  | 2  | 2  | 9  | 4  | +5  | 58,33% |
| 21     | Bayer 04 Leverkusen        | 13  | 8  | 4  | 1  | 3  | 10 | 5  | +5  | 54,16% |
| 22     | KRC Genk                   | 13  | 8  | 3  | 4  | 1  | 10 | 7  | +3  | 54,16% |
| 23     | Liverpool                  | 13  | 8  | 4  | 1  | 3  | 14 | 12 | +2  | 54,16% |
| 24     | Hannover 96                | 13  | 8  | 3  | 4  | 1  | 12 | 11 | +1  | 54,16% |
| 25     | Borussia Mönchengladbach   | 12  | 8  | 3  | 3  | 2  | 14 | 11 | +3  | 50,00% |
| 26     | Ajax Ámsterdam             | 3   | 2  | 1  | 0  | 1  | 2  | 2  | +0  | 50,00% |
| 27     | Sparta Praga               | 10  | 8  | 2  | 4  | 2  | 10 | 8  | +2  | 41,67% |
| 28     | Napoli                     | 9   | 8  | 3  | 0  | 5  | 12 | 17 | -5  | 37,50% |
| 29     | Dinamo de Kiev             | 1   | 2  | 0  | 1  | 1  | 1  | 2  | -1  | 16,67% |
| 30     | BATE Borisov               | 1   | 2  | 0  | 1  | 1  | 0  | 1  | -1  | 16,67% |
| 31     | Olympiacos                 | 0   | 2  | 0  | 0  | 2  | 0  | 4  | -4  | 00,00% |
| 32     | CFR Cluj                   | 0   | 2  | 0  | 0  | 2  | 0  | 5  | -5  | 00,00% |
| 33     | Young Boys                 | 10  | 6  | 3  | 1  | 2  | 14 | 13 | +1  | 55,56% |
| 34     | Copenhague                 | 8   | 6  | 2  | 2  | 2  | 5  | 6  | -1  | 44,44% |
| 35     | PSV Eindhoven              | 7   | 6  | 2  | 1  | 3  | 9  | 8  | +1  | 33,89% |
| 36     | Olympique de Marsella      | 6   | 6  | 1  | 2  | 3  | 9  | 11 | -2  | 33,33% |
| 37     | Videoton                   | 6   | 6  | 2  | 0  | 4  | 6  | 8  | -2  | 33,33% |
| 38     | Molde FK                   | 6   | 6  | 2  | 0  | 4  | 6  | 8  | -2  | 33,33% |
| 39     | Marítimo                   | 6   | 6  | 4  | 3  | 2  | 4  | 6  | -2  | 33,33% |
| 40     | Rosenborg Ballklub         | 6   | 6  | 2  | 0  | 4  | 7  | 10 | -3  | 33,33% |
| 41     | Athletic Club              | 5   | 6  | 1  | 2  | 3  | 7  | 9  | -2  | 27,78% |
| 42     | Académica de Coimbra       | 5   | 6  | 1  | 1  | 4  | 6  | 9  | -3  | 27,78% |
| 43     | Sporting de Portugal       | 5   | 6  | 1  | 2  | 3  | 4  | 10 | -6  | 27,78% |
| 44     | Panathinaikos              | 5   | 6  | 1  | 2  | 3  | 4  | 11 | -7  | 27,78% |
| 45     | Helsingborgs IF            | 4   | 6  | 1  | 1  | 4  | 9  | 12 | -3  | 22,22% |
| 47     | Udinese                    | 4   | 6  | 1  | 1  | 4  | 7  | 12 | -5  | 22,22% |
| 48     | Brujas                     | 4   | 6  | 1  | 1  | 7  | 6  | 11 | -5  | 22,22% |
| 49     | Twente                     | 4   | 6  | 0  | 4  | 2  | 5  | 10 | -5  | 22,22% |
| 50     | AEL Limassol               | 4   | 6  | 1  | 1  | 4  | 4  | 10 | -6  | 22,22% |
| 51     | Hapoel Tel Aviv            | 4   | 6  | 1  | 1  | 4  | 4  | 11 | -7  | 22,22% |
| 52     | AIK Estocolmo              | 4   | 6  | 1  | 1  | 4  | 5  | 14 | -9  | 22,22% |
| 53     | Neftchi Baku               | 3   | 6  | 0  | 3  | 3  | 4  | 8  | -4  | 16,67% |
| 54     | Partizan Belgrado          | 3   | 6  | 0  | 3  | 3  | 3  | 8  | -5  | 16,67% |
| 55     | Rapid Viena                | 3   | 6  | 1  | 0  | 5  | 4  | 14 | -10 | 16,67% |
| 56     | Hapoel Ironi Kiryat Shmona | 2   | 6  | 0  | 2  | 4  | 6  | 13 | -7  | 11,11% |